# 宇宙英雄ペリー・ローダンの登場人物
宇宙英雄ペリー・ローダンの登場人物（うちゅうえいゆうペリー・ローダンのとうじょうじんぶつ）は、SF小説『宇宙英雄ペリー・ローダン』シリーズに登場する、架空の人物の一覧である。サイクルごとの50音順。（また、文末の第○巻・第○話というのは、それぞれ日本語版・ドイツ語版（原書）にその人物が初めて登場した巻数・話数である。）

## 第三勢力サイクル

### アラス
ケクロス
合成人などの研究を進めたアラス。第23巻。

### アルコン人
オルカスト二十一世
傀儡皇帝。第20巻。
クレスト(Crest)
アルコン帝国の科学者。1971年に月に到着し、テラナーと出会う。ローダンのよき理解者であり、ローダンの作った「第三勢力」を支援した。一度見たことは忘れないカメラの様な記憶力の持ち主。人類の友。第1巻。
ケノス
アルコン艦隊の徴募調整官。第20巻。
ケルロン
紀元前8,000年ごろのアルコンの探検家。永遠の生命のシュプールを追ってヴェガ星系を訪問し、その後太陽系へやってきて金星基地を建設した。第8巻。
デメソル
アルコンの副皇帝。
トーラ
アルコン帝国、ツォルトラル家の王女。ローダンの妻。はじめはローダンを未開人と見なし嫌悪していたが、次第にその人物に惹かれていくようになる。細胞活性シャワーを浴び老いることのないローダンに対し、自身が老いていくことに悩む。アラスの血清により若返りの兆候が見えたが、その直後アラス人医師に撃たれ死亡した。ローダンとの間に一子トマス・カーディフがいる。第1巻。
ラソン
惑星ツグラン駐在の高等弁務官。第9巻。

### イルト
グッキー(Gucky)
惑星トラムプ生まれのイルト、別名ネズミ＝ビーバー。テレキネシス、テレパシー、テレポーテーションの能力を持つミュータント部隊の部隊員でもある。1975年にローダンと出会い、それ以来行動を共にする。大宇宙の救世主を自称しているが、無類のいたずら好きである。M87の惑星モノルで生物学的再生を受け、2931年に細胞活性装置を取得。容姿は身長1メートル程度で、赤褐色の毛皮で、しっぽと大きな一本牙が特徴。菜食主義者でもあり、好物はかぶら、にんじん、アスパラガスなど。第9巻。

### スプリンガー
ヴィラガル
惑星スノウマンでジュリアン・ティフラーたちを捜索したパトロール艇の乗員。ハンプリー・ハイフィールドに射殺された。第15巻。
ヴェルナル
惑星スノウマンでジュリアン・ティフラーたちを捜索するために投入したパトロール艇24隻の指揮官。第15巻。
エツタク
オルルガンスらが属する氏族の族長。老人で、胸まであるヒゲや頭髪は真っ白。座乗艦は《エツXXI》。第15巻。
エナレト
惑星スノウマンでジュリアン・ティフラーたちを捜索したパトロール艇の乗員。第15巻。
オルナファー
商船《オルラXI》の副長格。身長2メートルの巨漢、短い赤ひげ、長い赤髪でオルルガンスとそっくり。第15巻。
オルルガンス
太陽系を最初に発見したスプリンガーで、商船《オルラXI》の船主兼船長。身長2メートルの巨漢、短い赤ひげ、長い赤髪。地球を支配下に置こうとした。第14巻。
グロガム(Grogham)

ケクツテル(Cekztel)
全スプリンガーの長老。
タラモン
ローダンの旧友の超重族。第23巻。
トプトル
超重族。エツタクの要請を受けて《スターダストII》を攻撃して失敗する。のちに地球攻撃に参加するが、惑星アクワに置き去られ、グッキーに射殺される。
パラディクソム
商船《オルラXI》乗員で少尉相当。惑星スノウマンに不時着したジュリアン・ティフラーたちを搭載艇で捜索中に襲われ、搭載艇を彼らに分捕られた。第15巻。
ハルルガス
オルルガンスの救援要請でベータ＝アルビレオ系に現れた、30隻で構成された戦闘艦グループの指揮官で中佐相当。第15巻。
フェルラ
商船《オルラXI》乗員。オタマジャクシK9の衛兵をしていた。第15巻。
プショルグル
惑星スノウマンでジュリアン・ティフラーたちを捜索したパトロール艇の乗員。ヴィラガルとホルルゴンが殺されてパニックになり、パトロール艇で逃げようとしたところをジュリアン・ティフラーとクラウス・エーベルハルトの射撃によって撃墜され死亡した。第15巻。
フレルファク
エツタク氏族旗艦《エツXXI》乗員。テレパス兼テレポーターらしき毛皮生物と遭遇したことをエツタクに報告したが、うそつき扱いされた。第15巻。
ホナプ
商船《オルラXI》乗員。オタマジャクシK9の衛兵をしていた。第15巻。
ホルラガン
商船《ホルルVII》の司令。第15巻。
ホルルゴン
ホルル家の若者。惑星スノウマンでジュリアン・ティフラーたちを捜索したパトロール艇の乗員。ハンプリー・ハイフィールドに射殺された。第15巻。
ホロラン
商船《オルラXI》乗員で衛兵。ジャン・ピエール・ムスレを移送したあとグッキーに捕われ、意に反してエツタク氏族旗艦《エツXXI》へ潜入する手助けをした。第15巻。
メルネク
商船《オルラXI》乗員で軍曹相当。惑星スノウマンに不時着したジュリアン・ティフラーたちを搭載艇で捜索中に襲われ、搭載艇を彼らに分捕られた。第15巻。
レヴタン
商人から放逐された下級スプリンガー。

### ツグラン人
アルバン
ツグランのロード。アルコン帝国からの独立を目指していたが、偶然立ち寄ったローダンたちによって阻止され、死亡した。第9巻。
カロラン
アルバンの政策に反対し、ダロスをロードに推す地下組織の指導者。第9巻。
クサロン
アルバンの政策に反対し、ダロスをロードに推す地下組織の一員。グッキーを地下組織に迎えた。第9巻。
ダロス
アルバンの弟。兄の政策に異議を唱えていた。第9巻。
ロル
アルコンの高等弁務官ラソンに仕えている若い男。叛乱についてアルバンの宮廷に探りに行き、死亡した。第9巻。

### テラナー
M3号
オーヴァヘッド配下の工作員。黒人。第13巻。
R・O・ダノフ
自称東ブロック軍事委員（コミサール）。金星でローダンがとっさに思いついた偽名。ローダンをロシア風にし、ちょっともじった名前。第12巻。
S7号
オーヴァヘッド配下の工作員。アジア人。第13巻。
SP6号
オーヴァヘッド配下の工作員。TAFを監視しており、不穏な情勢をキャッチしオーヴァヘッドに報告した。第13巻。
アダムス
テレビ中継のための有人宇宙ステーションに勤務する通信士。第11巻。
アドルフ
中継船Z45の通信士で軍曹。ビングス少尉とは親友で、二人とも熱心な蝶のコレクター。金星のジャノメ蝶を持っている。第14巻。
アバ
サハラ砂漠のパトロール隊下士官。階級は伍長。砂漠に大穴を開けた月からのエネルギー線の様子を見物した。第1巻。
アブラハム・ヴァイス
GCCを訪れた最初の客。スチール＆コンクリート社の社員で、発電所の入札争いについて相談に来た。第3巻。
アラン・D・マーカント(Allan D. Mercant)
太陽系帝国秘密情報局長官、太陽系元帥。1916年、テラ（地球）生まれ。謀略の天才で、ローダンの月着陸時にはNATOの国際情報機関IIAを率いていた。ローダンの最初の協力者の一人で第三勢力時代に地球情報機関連合の長官となり、その組織をやがて太陽系秘密情報局へと発展させた。弱いテレパシー能力を持つ準ミュータントであり、2326年に細胞活性装置所持者となったが、2909年の第二次遺伝子危機の混乱に巻き込まれて死亡。容姿は小柄で痩せ型、ブロンドの薄い巻き毛が頭を環状にとりまいている。第1巻。
アラン・G・タウフリー
原子力科学者で核爆弾の改良研究に従事していた。ベティ・タウフリーの父。IVsにとりつかれているのを知ったベティにより射殺された。第4巻。
アリハリン
東ブロック金星侵攻軍のトミゼンコフ将軍配下。キルギス人。的確な判断でカラタ＝ヴァンパイアを倒し、トミゼンコフの信頼を得た。また、金星基地のバリア付近でローダンを捜索しているヘリ部隊の注意をそらすため、自ら囮となった。第12巻。
アルブレヒト・クライン(Albreht Klein)
西ブロックのスパイ、のち太陽系艦隊大佐。マーカントの命で第三勢力基地に潜入するが、ローダンのヴィジョンに共鳴し協力者となる。ドイツ系アメリカ人。第1巻。
アールン・ムンロー
エルンスト・エラートの芸術家仲間。小雑誌の発行人。名前はSFの主人公にあやかったもので、本名ではない。第2巻。
アンドレ・ジレッティ
GCCを訪れた2番目の客。ミネソタ・マイニング・カンパニーの代表。モノレールのトンネル工事について相談に来た。第3巻。
イェン＝ヒュ
アジア連合で地区開発を担当する公社の支配人。パーキンス少佐の持ち込んだウソのウラン鉱脈開発計画に興味を示し、ゴビ砂漠調査のための飛行機を用立てた。第1巻。
イゴール
もとトミゼンコフ将軍配下で、離脱した“平和主義者”の一人。軍事委員と偽ったローダンにだまされ、装備を奪われた。第12巻。
イリヤ・イリューシン
もとトミゼンコフ将軍配下で、離脱した“平和主義者”の一人。軍事委員と偽ったローダンにだまされ、装備を奪われた。第12巻。
イリヤ・ラウェンコフ
東ブロックの工作員。ペーテル・コズノフとともにゴシュン湖ほとりで製塩施設を建造しつつ《スターダスト》の様子をうかがっていた。第1巻。
イワン・グレゴリッチ・ゴラチン
イワン・イワノヴィッチ・ゴラチンの父。ソ連の原子爆弾実験本部メンバーだったが、実験時に妻リュドミラとともに被爆し、少ない余生をシベリアで暮らした。息子が生まれてほどなくして死亡した。第14巻。
イワン・マルティノウィッチ・コセロフ
東ブロック情報局長。ペーテル・コズノフの上司。第1巻。
ウィットモア
フェロプラスティックス社の重役。重役会議で議長をつとめた。第3巻。
ウィリアム・シェルドン
《グレイハウンド》乗員。階級は少佐。アルコン宇宙船の残骸から使えるパーツを集めるための専門家で、《グレイハウンド》が月面着陸に失敗したときに宇宙服が破れて死亡した。第4巻。
ヴェイル
スタン・ブラバムの手下。ジェス・モーガンをワシントン街で見かけた。第3巻。
ウェブスター
スタン・ブラバムの手下。資材調達に動いていたタコ・カクタのもとにメッセンジャーとして派遣された。第3巻。
ウォルフリー
1976年7月18日にオーヴァヘッドが泊まっていたホテル「ウォルフリー・プレイス」のオーナー。第13巻。
ウラソフ
東ブロック金星侵攻軍のラスクヤン大佐配下の伍長。捕虜となったトミゼンコフ将軍のテントの見張り。トミゼンコフの脱走の手引きをし、その後も行動をともにした。第12巻。
エリック・マノリ(Eric Manoli)
《スターダスト》船医。第三勢力メンバー。第1巻。
オヒーリー
IIA本部に勤務する警備曹長。アラン・D・マーカントに時刻を報告する役目を担っている。第3巻。
オームズビー
《スターダストII》乗員。衛生兵。フェルマー・ロイドそっくりのロボットを解剖し、のちに帰ってきたロイドの治療に当たった。第9巻。
オリヴァー
ニューヨーク証券取引所の職員。第3巻。
カーチス博士
IIA本部勤務の医師。ツィンマーマン大尉の検死をした。第3巻。
カーツ
連邦警察内務特別部部長。階級は大佐。《スターダスト》の通信途絶後の会議に参加した。第1巻。
カリンギン
東ブロック秘密情報機関の大佐。《スターダスト》への攻撃作戦に参加した。第2巻。
カルヴァーマン
宇宙戦闘機パイロットの軍曹。コンラッド・デリングハウス少佐、ラウス軍曹を含む3人でヴェガ星系第40惑星を偵察中、トプシダーの攻撃を受け死亡した。第7巻。
カレル
第三勢力東国境守備の小部隊を率いる少尉。空港を徒歩で見回り中にイワン・イワノヴィッチ・ゴラチンの超能力で核爆弾と化し死亡した。第14巻。
カレンキン
東ブロックの少佐。フェードル・A・ストレルニコフが立案した作戦に参加した。第11巻。
クライヴ・キャノン
ギャング・シンジケート「ブルーバード」の首脳の一人。シカゴのミシガン街に住んでいる。IVsにとりつかれていた。第5巻。
クラウス・エーベルハルト
ジュリアン・ティフラーと同期の宇宙アカデミー出身。のちにティフラーとともに宇宙のおとり作戦に参加した。飲み込みが多少悪い。第13巻。
クラーク・G・フリッパー(Clark G. Flipper)
《スターダスト》乗員。第三勢力建設に反対して《スターダスト》を離れる。階級は大尉。心理尋問により急死。妻とまだ生まれていない娘がいた。第1巻。
クララ・トンプソン
西ブロック国防省勤務の秘書嬢。サミー・ダーリングのおかしな閲覧請求に悩み、部長と諜報部に相談に行った。第4巻。
グレゴール・ペトロンスキー
東ブロック元帥。航空宇宙防衛軍総司令官。《スターダスト》捕獲のための命令を発した。第1巻。
グレンナー
テラニアから連れ去られ、オーヴァヘッドのもとで研究をしていた世界的に有名な物理学者。第13巻。
グロル
宇宙戦闘機パイロットの軍曹。フェロン人老科学者ロソシェルとともにヴェガ星系内を調査し、不死種族のシュプールを見つけた。第7巻。
ケルナー教授
天才的な外科医。ジュリアン・ティフラーにマイクロ細胞活性器を移植する手術を執刀した。第14巻。
コスイギン
東ブロック金星侵攻軍のトミゼンコフ将軍配下の曹長。通信隊の一員。第12巻。
コルツォフ
東ブロック金星侵攻軍のトミゼンコフ将軍配下の軍曹。哨戒任務についていた。第12巻。
コンラッド・エゼキエル・デリングハウス(Conrad Deringhouse)
1948年生まれ。元USスペース・フォース本番パイロットで、《グレイハウンド》乗員。アルコン調査船を無断で物色しようとした代償として、西ブロックから第三勢力に転属となった。のちに太陽系帝国将軍となり、《ドルスス》艦長をつとめる。痩身でブロンドの髪。第4巻。
サミー・ダーリング
西ブロック国防省に勤務する統計学者。週末の釣りが趣味。国防相に名前が似ていたためIVsが国防相と間違えてとりつき、極秘国防資料の閲覧をしようとした。第4巻。
サミュエル・デアリング
西ブロック国防相。IVsにとりつかれたがすぐバレた。第4巻。
サラ・ツバイ
ラス・ツバイの姉。エル・オベイドの実家に住んでいた。第2巻。
サラ・ワップル
サミー・ダーリングの下宿先の夫人。第4巻。
ジェイムズ・フレデリック・ティフラー
ジュリアン・ティフラーの父で、アメリカ東部で名の通った刑事弁護士。第14巻。
ジェス・モーガン
ピンカートン探偵事務所の職員で、フェロプラスティックス社の専属探偵。ラフィットのあまりに早すぎる決断を不審に思い、タコ・カクタのまわりをかぎまわっていたが、精神干渉装置でその記憶を失った。第3巻。
ジェフ
スタン・ブラバムの手下。第3巻。
ジェレミー
ブリスベーン中央銀行に押し入った銀行強盗一味の協力者。逃走用車両の色とナンバーを変えるためのガレージの所有者。名前のみ登場。第2巻。
シーボーグ
《スターダストII》乗員。惑星トラムプの調査に同行した一人。階級は軍曹。第9巻。
ジム
IIAの戦闘爆撃機乗員。ローダンとジョン・マーシャルが逃走に使用した爆撃機に乗っていた。第2巻。
ジャネット・ローレンス
GCCの女性社員。第3巻。
ジャン・ピエール・ムスレ
オーヴァヘッドの元部下のフランス人。オルルガンスに命を救われ、テラに関する情報を彼らに与えた。痩身、黒髪で落ち着きのない男。エツタクの指示で心理尋問にあい、廃人となった。もとはヨーロッパの産業コンツェルンの営業部長。ヘビースモーカーでしょっちゅうタバコを欲しがる。第14巻。
シュヴァルツ
エル・オベイド在住の医師。ラス・ツバイがおかしくなったと思った姉が、弟を診てもらおうと往診を頼んだ。名前のみ登場。第2巻。
シュリー
第三勢力敷地内、第37哨所付近でおこったIVs疑惑による小競り合いに参加していた作業員。レジナルド・ブルの指示でバリケードの片付けを指揮した。第5巻。
ジュリアン・ティフラー(Julian Tifflor)
1961年ニューヨーク生まれ。テラニア宇宙アカデミーの候補生時代、1981年のオーヴァヘッド事件でローダンに一目置かれ、1982年に“宇宙のおとり作戦”で重要な役どころに抜擢されて以来、ローダンの側近となり、数々の作戦で功績を上げる。のちに太陽系元帥、太陽系本国艦隊司令官となる。2326年より細胞活性装置を所持。太陽系帝国崩壊後は、新アインシュタイン帝国でアトランの補佐をつとめる。父親はアメリカ東部で名の通った刑事弁護士。妹がいる。第13巻。
ジュール・アーノルド
ブリスベーン中央銀行に押し入った銀行強盗一味。逃走用の黒いリムジンで待機していた。第2巻。
ジョニー
ホーマー・G・アダムスの金を狙ってハイジャックをしたギャングの一人。第3巻。
ジョー・リンカー
クライヴ・キャノンと接触する際に使ったジョン・マーシャルの偽名。第5巻。
ジョン
テレビ中継のための有人宇宙ステーションに勤務するレーダー係。第11巻。
ジョンストン
1971年のアメリカ合衆国大統領。第3巻。
ジョン・マックリアーズ
《スターダストII》の搭載艇S3の艦長で、ヴェガ星系に残してきた8隻のオタマジャクシ部隊のチーフをつとめた。階級は大尉。第10巻。
ジョン・マンテル
西ブロック国防省の部長。サミー・ダーリングがふざけているのだと思い、怒鳴り込みに行った。第4巻。
シールマン牧師
ジュリアン・ティフラーの妹の結婚式を執り行った牧師。ティフラーと家族ぐるみの付き合いがある。第14巻。
ジーロフ
東ブロック元帥。いったんコンラッド・デリングハウスに捕まるも、逃げ出した。第11巻。
スー
フレディ・マクマリーがアイダホ・フィールズで出会った2人の女の子のうちの一人。名前だけ登場。第13巻。
スタン・ブラバム
鉄鋼労働組合の大物。タコ・カクタと接触し、資材調達の仲介を申し出た。第3巻。
スミス
西ブロック国防省の諜報部責任者。サミー・ダーリングの奇異な振る舞いについて秘書嬢から報告を受け、アラン・D・マーカントに通報した。第4巻。
スリーシュ
IIA本部に勤務する曹長。からっぽのゴンドラが移動してきたという異常事態を発見したうちの一人。第3巻。
セン＝トア
アジア連合艦隊提督。第1巻。
タイ＝チアン
アジア連合軍人。中国人で、階級は中将。《スターダスト》を囲むエネルギー・バリアに向かって攻撃する砲兵部隊を指揮した。第2巻。
タナー
《スターダストII》乗員。階級は少尉。惑星トラムプや金星の作戦でシフトの指揮をとった。第9巻。
ターニェフ
東ブロック金星侵攻軍のトミゼンコフ将軍配下の少尉。ジョン・マーシャルを追った部隊を指揮していた。第12巻。
チャーニー
《スターダストII》搭載のオタマジャクシ5号を指揮する大尉。第8巻。
ツィンマーマン
IIA本部に勤務する大尉。IVsに乗っ取られていたが、アラン・D・マーカントに射殺された。第3巻。
ツェリンスキー
東ブロック金星侵攻軍のトミゼンコフ将軍配下。ラスクヤン大佐に捕らえられたあと、トミゼンコフ将軍らとともに脱走したうちの一人。第12巻。
デ・カーサ
オーヴァヘッドによって駆逐艦が盗まれた事件の調査責任者。階級は少佐。第13巻。
デフォー
フェロプラスティックス社の電話受付嬢。第3巻。
デュルバ
サハラ砂漠のパトロール隊の隊長。階級は少尉。砂漠に大穴を開けた月からのエネルギー線の様子を見物した。第1巻。
ドナルド・クレッチャー
IIAの大佐。《スターダスト》への攻撃作戦に参加した。第2巻。
トミゼンコフ
東ブロック金星侵攻軍司令官で将軍。1980年金星基地を占拠しようとして失敗、以後2年間金星ジャングルをさまよう。ローダンに救出されたのち、金星植民地のリーダーとなる。第10巻。
トレヴヒン
東ブロック金星侵攻軍のトミゼンコフ将軍の副官。翼手竜にさらわれたところをローダンたちに助けられ捕虜となり、尋問にあった。第10巻。
ドロティ
フレディ・マクマリーがアイダホ・フィールズで出会った2人の女の子のうちの一人。名前だけ登場。第13巻。
ニコライ
フェードル・A・ストレルニコフがコンラッド・デリングハウスを罠にはめようとしたときに使った偽名。第11巻。
ネルソン
ジョン・マーシャルがブリスベーン銀行行員時代に住んでいたアパートの隣室の女性。若くて美しく、マーシャルに想いを寄せていた。第2巻。
ノックス
クライヴ・キャノンの部下。第5巻。
ハイラム・バリー
ホーマー・G・アダムスの昔の仕事仲間。第3巻。
ハインリヒ・ロータル
エルンスト・エラートの芸術家仲間。決まった職を持っていない。昔エラートに5マルク借りて、まだ返していない。第2巻。
ハウスマン
IIA本部勤務の少尉。警備担当。第3巻。
パーキンス
IIAの少佐。鉱山技術者アルフォンス・ホッホハイマーと称してアジア連合に潜入、ローダンとコンタクトを取ろうとしたが、成功せず死亡した。第1巻。
ハッサン
サハラ砂漠のパトロール隊の通信士。砂漠に大穴を開けた月からのエネルギー線の様子を見物した。第1巻。
バーナーズ
ネヴァダ・スペース・ポートの保安部大尉。第4巻。
ハニカツェ
東ブロック金星侵攻軍のトミゼンコフ将軍配下の青年少尉。アルメニア出身。金星ジャングルの行軍中に芋虫に捕まって死亡した。第10巻。
ハラス
テラニア市東境界哨所の小隊長。階級は軍曹。オーヴァヘッドの影響を受け、造船所を攻撃した。第13巻。
ハル
IIAの戦闘爆撃機乗員。ローダンとジョン・マーシャルが逃走に使用した爆撃機に乗っていた。第2巻。
ハンディカル
東ブロックのカラカンダ東部防衛区基地将校団長。階級は少将。《スターダストII》にミサイルを撃ち込むつもりだったが、精神干渉装置の影響を受けて抵抗をやめた。第11巻。
ハンプリー・ハイフィールド
ジュリアン・ティフラーと同期の宇宙アカデミー候補生。通称ハンプ。ことあるごとにティフラーに絡んでくる。明るいブロンド。アカデミー内のボクシング選手権優勝者。第14巻。
ピート
スタン・ブラバムの手下。第3巻。
ピート・マロス
ジュリアン・ティフラーが司令をつとめる駆逐艦Z82の乗員。メキシコ人。第13巻。
ピャトコフ
東ブロック金星侵攻軍のラスクヤン大佐配下の少佐。ヘリコプター部隊を指揮していた。ローダンのゴムボートを発見し、攻撃したうちの一人。また、脱走したトミゼンコフ一味を再び捕らえた。金星基地のバリアが消えたときに急いでバリアを抜けようとしたが、間に合わずにバリアに激突して死亡。第12巻。
ピヨトキン
東ブロックがトミゼンコフ将軍のため金星に送り込んだ補給船団200隻の指揮官。座乗艦が途中で《スターダストII》とぶつかってしまい、死亡した。第11巻。
ヒル
オーヴァヘッド捜索任務についていた《グッド・ホープVII》搭載駆逐艦ZVII1艦長で少尉。第14巻。
ビル・マクファン
クライヴ・キャノンの部下。第三控え室担当。第5巻。
ピレリ
アラン・D・マーカントが手配した第三勢力警察部隊の志願者の一人。階級は少尉。IVsにとりつかれていた。ブロンドの大男。第5巻。
ビングス
中継船Z45の船長で少尉。アドルフ軍曹とは親友で、二人とも熱心な蝶のコレクター。金星のジャノメ蝶をほしがり、レジナルド・ブルにとってきてくれるよう頼んだ。第14巻。
ファウラー
オーヴァヘッド捜索任務についていた《グッド・ホープVII》搭載駆逐艦ZVII3乗員で士官候補生。火星地表を探索中、駆逐艦がオーヴァヘッドに攻撃され死亡した。第14巻。
ファリナ
TAFの大尉。オーヴァヘッド事件を調べるため、アラン・D・マーカントが派遣した部下。イタリア系の太り気味の小男。第13巻。
フィンチ
スタン・ブラバムの手下。第3巻。
フィン＝ライ
チェンキン近郊の軍用飛行場の大尉。レジナルド・ブルが燃料補給に立ち寄り、精神干渉装置で操った。第1巻。
フェードル・A・ストレルニコフ
東ブロック最高評議員で第一書記。自ら芝居をしてコンラッド・デリングハウスを罠に誘い込み、殺害しようとしたが失敗した。第11巻。
フェリシタ・ケルゴーネン
宇宙アカデミー生徒。愛称はフェリス。ブロンドで内気。1982年時点で18歳。第14巻。
フォージ
《スターダストII》搭載のオタマジャクシ5号の乗員。階級は少尉。第8巻。
フダク
東ブロックのモンゴル第四空挺師団を率いる中将。《スターダスト》捕獲のため出動した。第1巻。
ブタン
アジア連合秘密防諜部少佐。主任情報員で、リ・チャイ＝トゥンの上司。《スターダスト》捕獲のため出動した。第1巻。
ブライアン・ネルディス
アメリカの戦略爆撃隊司令官。第1巻。
ブラウン
FBIの工作員。階級は大尉。クライヴ・キャノンを始末しに来た。第5巻。
フラテリニ
スタン・ブラバム一味の本部になっているカフェテリアを経営している。第3巻。
フランク・レーマン
スターダスト計画の科学面の指導者。カリフォルニア宇宙アカデミーの校長でもある。第1巻。
フランク・M・ハガード
オーストラリア人医師。白血病の治療法を発見し、クレストを治療するため第三勢力メンバーとなる。第三勢力の厚生保健相をつとめた。長身、濃いブロンドの髪、青い目を持つ。第1巻。
ブリアン
第三勢力敷地内、第37哨所付近でおこったIVs疑惑による小競り合いに参加していた作業員。レジナルド・ブルの指示で医療関係者の手配をした。第5巻。
フリープス
宇宙医学者。スターダスト計画の本番パイロットたちの健康状態に責任を負っている。第1巻。
フルンゼ
グルジア人。コンラッド・デリングハウスがバイマクのウラン鉱山の保安装置を壊したときの警備当直。第11巻。
ブレジニェフ
東ブロック金星侵攻軍のトミゼンコフ将軍配下。ラスクヤン大佐に捕らえられたあと、トミゼンコフ将軍らとともに脱走したうちの一人。第12巻。
フレッテル
エルンスト・エラートの芸術家仲間。医者が主な仕事で、芸術家稼業は副業。第2巻。
フレッド・ハングラー
ブリスベーン中央銀行に押し入った銀行強盗。ジョン・マーシャルに思考を読まれ、すぐ逮捕された。第2巻。
フレデリック・ドニファー
オーストラリア人。キャンベラ政府の法相で、新国際法廷の裁判長に選ばれた。第11巻。
ベッカー
テラニア市東境界哨所の警備中隊長。階級は少尉。オーヴァヘッドの影響を受け、造船所を攻撃した。反乱を阻止すべく向けられた重力中和装置が作動中に地面を強く蹴ってしまい、空高く飛んだあと影響範囲外に出て落下、死亡した。第13巻。
ペーテル・コズノフ
東ブロックのスパイ、のち太陽系艦隊中将。クライン、リと意気投合し、第三勢力メンバーとなる。ロシア人。第1巻。
ペリー・ローダン（Perry Rhodan）
1936年6月8日、アメリカ合衆国コネティカット州マンチェスター生まれのテラナー。アメリカ合衆国の宇宙飛行士として1971年に人類初の月面着陸に成功し、そのさい月面で遭遇したアルコン人の協力を得て、地球統一政府樹立を目的とした「第三勢力」を設立した。その後、超知性体“それ”の残した数々の謎を解き、1976年、39歳の時に“永遠の生命の星”人工惑星ワンダラーを発見、細胞シャワーを浴びてから相対的に不死となった（後に細胞活性装置を取得）。1990年には地球人類の統一国家「太陽系帝国」を成立させ、その第一執政官（のちの大執政官）に就任、様々な宇宙航行種族との抗争や、銀河系を襲った危機と戦い続け、宇宙における地球人類をはじめとする宇宙航行種族の平和と友好のために尽力する。3460年、ラール人の侵攻と、テラとルナが転送事故によって故郷銀河よりはるか遠いポジション不明の宙域“星のメールストローム”に実体化してしまったため、太陽系帝国は瓦解。さらに3540年には、アフィリー化したテラナーによってローダンは長距離世代宇宙船《ソル》に乗せられ、テラを追放される。その後はラール人の侵略を打ち砕くため、故郷銀河を捜しながら宇宙をさすらうこととなった。
容姿は長身痩躯で髪は濃いブロンド、目は灰青色。緊急時における判断の速さ、正確さから“瞬間切り替えスイッチ内蔵”と言われていた。微弱ながらテレパシー能力も持つ。2020年に最初の妻トーラと結婚、2329年に二人目の妻モリー・アブロと、3459年には三人目の妻オラーナ・セストレと結婚した。トーラとの間に息子トマス・カーディフを、モリーとの間にマイクル（ロワ・ダントン）とスーザンの双子の姉弟をもうけた。義理の息子にのちの太陽系帝国首席科学評議員ジェフリー・アベル・ワリンジャーがいる。第1巻・第1話。
ベルナー
オーヴァヘッド捜索任務についていた《グッド・ホープVII》搭載駆逐艦ZVII7艦長で大尉。第14巻。
ベンジャミン・ワイルダー
GCCの社主。ローダンの偽名。第3巻。
ホーク
宇宙アカデミーのベテラン教官。階級は大尉。ジュリアン・ティフラーとクラウス・エーベルハルトの操船訓練中に、オーヴァヘッドの部下が乗る駆逐艦に攻撃され、頭を計器にぶつけて死亡した。第13巻。
ポーター
IVsにとりつかれた人間。ホーマー・G・アダムスをおびき出し、IVsをとりつかせようとした。第5巻。
ポポフ
ヤロスラフ・アフィモヴィッチ・ウェリンスキーが警察に名を問われたとき、とっさに思いついた偽名。第11巻。
ポポルツァク
東ブロック金星侵攻軍のトミゼンコフ将軍配下の大佐。将軍の副官をつとめる。カラタ＝ヴァンパイアに襲われて死亡した。第12巻。
ホーマー・G（ガーシュイン）・アダムス
1918年11月9日イギリス生まれ。第三勢力時代からのローダンの側近で太陽系帝国経済財務相。カメラのような記憶力を持つ半ミュータントで、商取引において天才的なひらめきを発揮する。ジェネラル・コスミック・カンパニー（GCC）を指揮して銀河の経済を操作し、時にはそれを武器として使う。2326年より細胞活性装置を所持している。第3巻。
ボリス
東ブロック金星侵攻軍のトミゼンコフ将軍配下。カラタ＝ヴァンパイアに襲われそうなところをアリハリンに助けられた。第12巻。
マイクル・フレイト
太陽系元帥、太陽系艦隊司令官代行。元USスペース・フォース本番パイロットで《グレイハウンド》機長。アルコン調査船を無断で物色しようとした代償として、西ブロックから第三勢力に転属となった。ローダンが作戦に出撃して不在のときに地球で代行をつとめる事が多い。黒髪を除けばローダンに瓜二つ。第2巻。
マイヤーズ
ブリスベーン中央銀行行員。ジョン・マーシャルの同僚。銀行強盗から拳銃を奪い取った。第2巻。
マオ＝ツェン
アジア連合秘密防諜部長。第1巻。
マーカス・エヴァーソン
初登場時は《スターダストII》の搭載艇S3の副長で少尉。のちの太陽系艦隊大佐。アルコン遠征、地球替え玉作戦などに参加、旗艦《クビライ・カン》の艦長となる。第10巻。
マージ
クライヴ・キャノンの部下。第一控え室で受付嬢をしていた。第5巻。
マヌエル・ガランド
《スターダストII》勤務の主任技師。工学博士の肩書きを持つ。第10巻。
マルチン
オタマジャクシK9乗員。スプリンガーのショック兵器に攻撃されて失神した。第14巻。
ミチカイ
日本人で大阪の情報屋。ずるそうな40歳くらいの小男。ロッド・ニッセンがオーヴァヘッド事件の調査をしているときに雇った。オーヴァヘッドの部下に殺害された。第13巻。
ミーチャ
もとトミゼンコフ将軍配下で、離脱した“平和主義者”の一人。軍事委員と偽ったローダンにだまされ、装備を奪われた。第12巻。
ミラー
オーストラリア秘密警察の警視。レジナルド・ブルとフランク・M・ハガードを逮捕しようとし、クラーク・G・フリッパーを逮捕、尋問した。第1巻。
ミラー
西ブロック国防相サミュエル・デアリングの個人秘書。国防とロケットに関する全資料を持って来いと命令され、てんてこ舞いになっていた。第4巻。
ミリー
ハイラム・バリーの家の女中。ふとっちょのおばさん。第3巻。
ミリチェ
東ブロック金星侵攻軍のトミゼンコフ将軍配下の軍医。第12巻。
ミルドレッド・オーソンズ
宇宙アカデミー生徒。愛称はミリー。宇宙バクテリア学専攻。1982年時点で19歳。黒い目、黒髪。第14巻。
モートン教授
第三勢力敷地内、第37哨所付近の責任者。IVs疑惑による小競り合いが発生した場所で、ローダンらに経緯を説明した。第5巻。
モーリス
アメリカ宇宙軍の参謀長。階級は大佐。レスリー・パウンダーの副官。第1巻。
モンタニー
オーヴァヘッドの父親で高名な物理学者。1944年に実験用原子炉が暴走し、その漏れた放射線を浴びた。第13巻。
ヤマクラ
資材調達に走り回っていたころのタコ・カクタの偽名。第3巻。
ヤロスラフ・アフィモヴィッチ・ウェリンスキー
ポーランド出身の大尉。カラカンダ東部防衛区駐在第二十三戦闘航空団第五中隊長。《スターダストII》攻撃に参加するも撃墜され、第三勢力との戦争は無謀であると悟った。コンラッド・デリングハウスの潜入工作に協力するも、ジーロフの罠にはまり殺害された。第11巻。
ヨシップ
東ブロック金星侵攻軍のトミゼンコフ将軍配下の少尉。第10巻。
ヨニー
エルンスト・エラートの芸術家仲間。多作な画家。第2巻。
ヨモ
オーヴァヘッド捜索任務についていた《グッド・ホープVII》搭載駆逐艦ZVII3艦長で少尉。日本人。火星地表を探索中、駆逐艦がオーヴァヘッドに攻撃され死亡した。第14巻。
ラウス
宇宙戦闘機パイロットの軍曹。コンラッド・デリングハウス少佐、カルヴァーマン軍曹を含む3人でヴェガ星系第40惑星を偵察、自機をトプシダーにやられたデリングハウスを収容した。のちに兵曹長に昇進。第7巻。
ラオ・リン＝ト
アジア連合元帥。ルン元帥にかわって三軍統帥権を引き継ぎ、核ミサイル発射を命令した。第1巻。
ラスクヤン
東ブロックがトミゼンコフ将軍のため金星に送り込んだ補給船団の大佐。死亡したピヨトキン少将のあとをついで指揮官となった。金星に着陸後はトミゼンコフ将軍と合流せず独立部隊となり、ローダンの金星基地を奪おうとした。ヘリで逃走中にトミゼンコフに首を絞められ死亡。第12巻。
ラープ
オーヴァヘッド捜索任務についていた《グッド・ホープVII》搭載駆逐艦ZVII3乗員で軍曹。火星地表を探索中、駆逐艦がオーヴァヘッドに攻撃され死亡した。第14巻。
ラフィット
フェロプラスティックス社の重役。タコ・カクタが直径310メートルの船殻を彼に発注した。第3巻。
ラボフ
ウクライナ人。東ブロック金星侵攻軍のトミゼンコフ将軍配下の軍曹。不時着したトーラをトミゼンコフ将軍の陣営まで案内した。その後ローダンたちを捕らえるも、“平和主義者”たちに攻撃され自分も捕虜となる。その後ローダンたちとともに脱出し、トミゼンコフ陣営に近づいたところで自軍の自動防衛システムに射殺された。第11巻。
ラミレス
架空のペルー金鉱の所有者。ホーマー・G・アダムスが電話をしたと思い込んだ相手だが、実際には電話をしていなかった。第13巻。
ラレイ
ファーミング・トゥールズ＆マシーンズの社長。オーヴァヘッドに操られていた。カリフォルニア工科大学出身。第13巻。
ラン＝ユ
パーキンス少佐と一緒の小型飛行機に乗った技師。第1巻。
リ・チャイ＝トゥン
アジア連合秘密防諜部所属の少尉。中国人。ローダンの思想に共鳴し、協力者となった。のちに第三勢力メンバーとなった。第1巻。
リッチマン
TAFの少尉。オーヴァヘッド事件を調べるため、アラン・D・マーカントが派遣した部下。調査中に殺害された。第13巻。
リュドミラ
イワン・イワノヴィッチ・ゴラチンの母。ソ連の原子爆弾実験本部メンバーだったが、実験時に夫とともに被爆し、少ない余生をシベリアで暮らした。息子が3歳のころに死亡した。第14巻。
リュボル
東ブロック金星侵攻軍のトミゼンコフ将軍配下の大尉。奪ったシフトの機能を調べ、中性子砲の動かし方を解明した。第10巻。
ルイセンコフ
東ブロック金星侵攻軍のトミゼンコフ将軍配下の少佐。破壊を免れた核ミサイル5基と28人の生き残りの部下をまとめていた。コンラッド・デリングハウス班に制圧されて捕虜となり、尋問にあった。第10巻。
ルウォフ
東ブロック金星侵攻軍のトミゼンコフ将軍配下の兵卒。ジョン・マーシャルを追った部隊の一員。独断専行し、マーシャルに返り討ちにあった。第12巻。
ルブ
コンラッド・デリングハウスが東ブロックに潜入したときの偽名。第11巻。
レイ・ガル
ジュリアン・ティフラーが司令をつとめる駆逐艦Z82の乗員。イギリス人。第13巻。
レジナルド・ブル
第三勢力保安相、のちの太陽系帝国の副執政官、国家元帥。通称ブリー。1971年の「スターダスト」計画よりローダンを補佐しつづけ太陽系帝国の発展に貢献する。2326年から細胞活性装置を保持するようになる。3540年、細胞活性装置の不調によりアフィリー化したブリーは“理性の光”を名乗りテラの実権を握り、ローダンら免疫保持者たちをテラから追放。のちに細胞活性装置の不調が直りアフィリーでなくなったブリーは、ロワ・ダントン率いる免疫保持者の地下組織、善良隣人機構（OGN）に参加した。容姿はずんぐりした体型に、短く刈った赤い剛毛、水色の目。1938年5月14日アメリカ合衆国生まれ、祖先はドイツ出身。第1巻・第1話。
レスリー・パウンダー
宇宙開発コマンド司令官。階級は将軍。正方形に近い体格に信じられぬほどの意志力とエネルギーを秘めている。スターダスト計画の推進に尽力し、USスペース・フォース本番パイロットたちの尊敬を集めていた。火星に彼の名にちなんだ都市、パウンダー・シティがある。第1巻。
レム・ステインバーグ
クライヴ・キャノンの部下。第二控え室担当。第5巻。
レモノヴィッチ
東ブロック金星侵攻軍のトミゼンコフ将軍配下の中将。トミゼンコフが行方不明の間、師団の指揮をとった。第10巻。
レンナー
オーヴァヘッド捜索任務についていた《グッド・ホープVII》通信センター勤務の士官候補生。第14巻。
ロッド・ニッセン
太陽系将軍。《グレイハウンド》でアルコン調査船を無断で物色しようとした代償として、西ブロックから第三勢力に転属となった。第2巻。
ワイルダー
オーヴァヘッド事件を追っているときに名乗ったローダンの偽名。第13巻。
ワイルディンガー
アメリカ合衆国大統領特別補佐官。非常警報を発令するか否かに関して妥協案を提出した。アラン・D・マーカントと並んで西ブロック最高の切れ者と言われていた。第3巻。
ワレリンスキー
もとトミゼンコフ将軍配下で、離脱した“平和主義者”たちの指導者。黒ひげの大男。第11巻。

### トプシダー
ヴェルト＝ハン
フレクト＝オルン直属の部下。秘密諜報機関の編成に当たっていた。第6巻。
エプル＝トン
パトロール任務についていたトプシダー。タリコと顔見知り。コンラッド・デリングハウスに射殺された。第6巻。
トルケル＝ホン
分捕ったアルコン戦艦の指揮官。戦艦を空にしてドックに入れろという命令に疑問を覚え、フレクト＝オルンに問いただした。第6巻。
ヒエラ
連絡将校。第6巻。
フレクト＝オルン
トプシダー艦隊司令長官。1975年に太陽系侵攻を図るが、ヴェガ星系に間違えて侵攻し、さらに《スターダストII》をテラナーに奪われるという失態を演じる。第6巻。
フレン＝トルク
高級参謀将校。階級は“ツブトル”と呼ばれ、巡洋戦艦の艦長に相当する。フェロン人の捕虜だったが、ローダンのトリックに利用され、わざと逃がされた。第7巻。
ロク＝ゴル
フレクト＝オルンに代わる新司令長官。ヒュプノの影響で調査委員会の委員長を射殺し、自分も殺された。第6巻。

### ミュータント
アンドレ・ノワール(Andre Noir)
1945年、日本生まれだが両親はフランス人。他人を催眠暗示にかけて操れるヒュプノ。2326年に細胞活性装置保持者となる。2909年の第二次遺伝子危機で死亡。第3巻。
アンネ・スローン(Anne Sloane)
1945年8月6日生まれ。テレキネス。2017年にラルフ・マルテンとの間に娘のローリー・マルテンが生まれた。2326年に細胞活性装置を取得するも、同年アンティのUSOスペシャリスト、エブロロに殺されて装置を奪われた。第2巻。
イシ・マツ(Ishi Matsu)
日本人女性。テレパス。第3巻。
イワン・イワノヴィッチ・ゴラチン(Iwan-Iwanowitsch Goratschin)
1950年4月29日、ロシアのシベリア地方生まれ。両親はソ連の原子爆弾実験本部メンバーで、1949年実験中に被爆したのちに息子を産んだ。双頭で、カルシウムや炭素を核爆弾に変えられる点火能力者。右の頭がイワン、左の頭がイワノビッチと名乗っており、イワンはイワノビッチよりも3秒早く生まれた兄だと主張している。身長2メートル半、皮膚は緑の鱗様。誕生時に体重は15ポンドあった。2326年に細胞活性装置保持者となる。3432年、リバルド・コレッロとの戦いで死亡。第14巻。
ウリウ・セング(Wuriu Sengu)
1945年、日本生まれ。視覚と呼ばれる透視能力者である。ミュータント部隊に入隊する前は炭鉱で働いていた。2326年に細胞活性装置保持者となる。2909年の第二次遺伝子危機で死亡。第3巻。
エルマー・ブラッドリー
オーヴァヘッド配下のテレパスでヒュプノ。ホーマー・G・アダムスに暗示をかけ、にせの金鉱と株価下落で合計40億ドルの損害を与えた。第13巻。
エルンスト・エラート(Ernst Ellert)
1940年、ドイツ生まれ。パラポーラー（以前はテレテンポラリアーと呼ばれていた）。精神と肉体を切り離し精神のみで自由に移動でき、他の生物の中に入ることもできる。時間軸方向へも動け、未来を見ることができたが、未来は無数に枝分かれしており、実際にどの未来に進むのか分からないため実質役には立たなかった。ミュータント部隊に入隊する前の職業は作家。事故で精神が遠くへ飛ばされてしまい、異宇宙をさまよう。2040年代に一時肉体を取り戻すものの、軍事作戦中に再び肉体を失う。第2巻。
オーヴァヘッド(OVERHEAD)
ヒュプノ、テレパス。イワン・ゴラチンやフレディ・マクマリーなど私設ミュータント部隊を率いてローダンに敵対するも、敗れる。本名クリフォード・モンタニー。背はさして高くなく、ぶくぶく太っており、巨大な頭蓋、くぼんだ目をしている。32歳のころから完全に禿げていた。知性は高く、父親と同じく自身も物理学者。強力なヒュプノで、数秒顔をつきあわせただけで脳波パターンを吸収し、相手が数千キロ離れても操ることができる。映像通信による顔合わせでも脳波パターンを把握できる。第13巻。
キタイ・イシバシ(Kitai Ishibashi)
1945年、日本生まれ。暗示能力者（ヒュプノ）、テレパス。元医師で心理学者。2326年に細胞活性装置を取得。リバルド・コレッロの父親である。2909年の第二次遺伝子危機で死亡。第3巻。
ジョン・マーシャル(John Marshall)
太陽系帝国ミュータント部隊司令官。1945年オーストラリア生まれ。ブリスベーン中央銀行行員時代の1971年に銀行強盗の心を読んで未然に防ぎ、テレパスとしての才能を自覚。同年ローダンの理想に共鳴して第三勢力に加わり、ミュータント部隊を率いて数々の作戦を成功に導いた。2326年に細胞活性装置保持者となるが、2909年の第二次遺伝子危機の混乱に巻き込まれて死亡。第2巻。
ソン・オークラ(Son Okura)
日本人で周波透視者、または暗視者。暗闇でものが見える能力を持つが、視力はよくなく眼鏡をかけている。ミュータント部隊に入る前はカメラ会社の光学技師だった。軽い歩行障害がある。2326年に細胞活性装置保持者となる。2909年の第二次遺伝子危機で死亡。第3巻。
タコ・カクタ(Tako Kakuta)
1945年10月6日、日本生まれ。テレポーター。第三勢力への攻撃計画を知らせ、ローダンの協力者となる。のちにミュータント部隊に入る。童顔で常にニコニコしている。2326年に細胞活性装置保持者となる。2909年の第二次遺伝子危機で死亡。第2巻。
タチアナ・ミハロヴナ
ロシア人。テレパス、ヒュプノブロッカー。オーヴァヘッドの催眠暗示が効かないが、だまされて彼に協力していた。すらりとして髪は濃い褐色、細めの目に長円の顔。第13巻。
タナカ・セイコ(Tanaka Seiko)
日本人男性。周波探知能力者。通常電波のみならず、より高次元のものをキャッチし、内容を理解することができる。第3巻。
タマ・ヨキダ(Tama Yokida)
1945年、日本生まれ。テレキネス。長崎でサッカー観戦中にレジナルド・ブルたちに目をつけられ、ミュータント部隊の一員となった。2326年に細胞活性装置保持者となる。2909年の第二次遺伝子危機で死亡。第3巻。
ドイツ・アタカ
日本人。超聴覚能力者。第3巻。
ノモ・ヤトゥヒン
日本人。テレパス。細胞シャワーを受けられなかったのをうらみ、グレゴール・トロプノフと組んで脱走し、ロボット摂政に情報を売ろうとした。グッキーに捕まっていったん高所に置き去りにされ、そのすきに死なずに逃げられる可能性にかけて飛び降りたが死亡した。第3巻。
フェルマー・ロイド
1945年アメリカ生まれ。テレパシー能力を持つミュータント。原子力発電所の科学部門の職員であったが、1972年に第三勢力に参加。2326年に細胞活性装置保持者となる。3437年にあらためて組織された新ミュータント部隊では司令官を務める。容姿は中背で肩幅が広く筋肉質。後頭部に50セント硬貨ほどの大きさのはげがある。第3巻。
フレディ・マクマリー
オーヴァヘッド配下のテレポーター。1961年6月14日生まれ。1976年7月18日にオーヴァヘッドと出会い、そのヒュプノ影響下に入った。父親は核反応炉の専門家で、1960年に事故にあい負傷した。虎を描いたジャンパーが好きなので友達からは“タイガー”と呼ばれていた。第13巻。
ベティ・タウフリー
1966年2月2日、アメリカのニューメキシコ州生まれ。テレパス、テレキネス。1972年に父がIVsに乗っ取られていることを察知して能力が覚醒した。2326年に細胞活性装置保持者となる。2909年の第二次遺伝子危機で死亡。第4巻。
ラス・ツバイ
1947年、アフリカ・スーダンのエル・オベイドという小村の生まれ。ジャングルで危機に陥った際、テレポーターとしての能力が目覚める。2326年に細胞活性装置保持者となる。第2巻。
ラルフ・マルテン
1945年生まれ。父はドイツ人、母は日本人。テレオプティカー。2017年にアンネ・スローンとの間にローリー・マルテンが生まれた。2326年に細胞活性装置保持者となる。2909年の第二次遺伝子危機で死亡。黒髪痩身。第3巻。
ロスター・ディーガン
オーヴァヘッド配下のテレキネス。白人のアメリカ人。オーヴァヘッドの本拠地の防衛を指揮した。第13巻。

### フェロン人
ヴァファル
レジスタンスの一員。ホテル「白い一角獣」にいたコンラッド・デリングハウスを赤宮殿内部に案内した。第6巻。
ガガト
紀元前8,010年のフェロン人。レズルと敵対する蛮族の王。第8巻。
カクトール
フェロル防衛艦隊の小型宇宙船艦長。トプシダーに撃沈され、宇宙空間を漂流していたところをローダンたちに助けられた。のちにローダンたちとの連絡将校をつとめる。第5巻。
カラン
王宮のすぐそばの家に住む。コンラッド・デリングハウスとタリコを快く迎えた。第6巻。
グロクトル
シハス族。ローダンの作戦に協力した。第6巻。
ケケレル
シハス族の首長。白髪の老人。トプシダー相手にゲリラ戦を展開し、ローダンの作戦に協力した。第6巻。
ケハレル
シハス族。ケケレルの息子。ローダンの作戦に協力した。第6巻。
タリコ
レジスタンスの一員。テールの妹。トプシダーと接触があり、仲介役をしていた。第6巻。
ティハメル
トルタ市のホテルの主人。ローダンたちに協力してホテルに匿った。第6巻。
テール
レジスタンスの一員。宿屋を経営している。不時着したコンラッド・デリングハウスとともに活動を展開した。第6巻。
トルト
フェロン星系の支配者。“トルト”は称号であり、名前ではない。世襲ではなく、死亡したら種族で一番優れたものがトルトとなる。第5巻。
ヘクリハル
惑星ロフスの秘密砂漠基地の主任技師。《グッド・ホープ》を基地まで案内した。第6巻。
ペルクラ
レジスタンスの一員。コンラッド・デリングハウスにレジスタンスの拠点の宿屋を紹介した。第6巻。
ボガル
紀元前8,010年のフェロン人。レズルと敵対する蛮族。第8巻。
ホプトマル
惑星ロフスの秘密砂漠基地司令。第6巻。
ラドガル
紀元前8,010年のフェロン人。レズルと敵対する蛮族の隊長。第8巻。
レゴル
紀元前8,010年のフェロン人。レズルの部下。軍の隊長をつとめる。第8巻。
レズル
紀元前8,010年のフェロン人。下位トルト。第8巻。
ロソシェル
フェロンの指導的科学者。フェロン人に物質転送機を贈った種族について、知っていることをローダンに語って聞かせた。第6巻。

### ロボット
RB013号
惑星スノウマンに不時着した駆逐艦に搭載されていたアルコン・ロボット。別名モーゼ。2対の腕を持ち、上部1対は人間と同じような機能をもち、下部1対は武器アームで分子破壊銃と熱線銃を装備している。重量1トン以上、走査能力10キロメートル、探知能力150キロメートル。第15巻。
R=17号
アルコン製ロボット。トーラにだまされ、駆逐艦を金星まで飛ばした。墜落後はトーラの護衛をつとめたが、トミゼンコフの策略にはまり破壊された。第11巻。
トム
アルコン製ロボット。ローダンたちが金星のジャングルを踏破するのに使用した。第4巻
ホムンク
“それ”のつくったテラナーそっくりのロボット。脳は半有機体的イントトロニッシュ化合物で出来ている。第10巻。
ロビー
アルコン製ロボット。紀元前8,010年の惑星フェロンへの冒険に同行した。第8巻。
ロボット摂政(Der Robotregent von Arkon)
紀元前3917年にアルコンIIIに建造された大ポジトロンコンピューター。アルコン人の退廃が最高潮に達した1971年に起動し、アルコン帝国の実権を握るが、2044年にゴノツァル8世の即位で実権を失う。2105年にアコン人工作員によってプログラミングを改ざんされると、摂政はゴノツァル8世を廃位してミンテロル1世を立てたため、テラナーがタイムジャンプして時限爆弾を仕掛けようとした。この作戦は結局失敗したが、摂政を設計したエペトランの最終プログラミング“エペトゥス”により、2106年2月10日に摂政は自爆し、使命を終えた。

### その他
“それ”("Es")
人工惑星ワンダラーを住まいとする超知性体。一種族がそろって肉体を捨て、精神だけが一体化して時空を超越した精神集合体となった。太古から銀河諸種族に銀河の後継者となる機会を与えつづけ、試練に耐えたローダン達を援助するようになる。2326年に正体不明の敵から逃れるために突然姿を消した。その際に太陽系帝国の要人達のために25個の細胞活性装置を銀河中にばらまいたのであるが、それらをめぐってテラナーをはじめ銀河諸種族の激しい争奪戦が起こった。それから約1100年後の3456年には、自身から分裂したネガティヴ精神集合体“反それ”と互いの存在を賭けた銀河規模のゲームを展開し、ローダン達もこのゲームに関わる事となった。このゲームは“反それ”が無数のルール違反を繰り返した事により、審判役である「宇宙の高次勢力」によって“無名ゾーン”に追放され“それ”の勝利に終わった。第10巻。
ハルノ
純粋エネルギーからなる時空を超越した放浪生物。普段はサッカーボール大のサイズの黒い球体の形をとる。宇宙のあらゆる場所を表面に映すことができる。第19巻。

## アトランとアルコンサイクル

### アラス
アンツタン

クレ=タツ

### アルコン人
アトラン（Atlan）
アルコン人。地球暦紀元前9020年に皇帝ゴノツァル7世の甥として生まれ、アルコン帝国の皇位継承者の資格を持つ。幼名マスカレン、水晶宮王子。青年時代に当時太陽系に存在したアルコンの植民地に派遣され、自らの名を冠したアトランティス文明を築くが、ドルーフ禍による滅亡に伴い地球に取り残された。その際に超越知性体“それ”から細胞活性装置を取得し、人類の歴史に介入しながらアルコンに戻る機会を待つ。2040年にローダンの友となってからはともに太陽系帝国の発展のために尽力する。2044年に第496代皇帝ゴノツァル8世としてアルコン帝国の帝位に就くが、2115年に太陽系帝国とアルコン帝国が「連合帝国」となった際に退位し、星際連合機構（USO）を組織し、USOの長官、政務大提督に就任。太陽系帝国崩壊後は、のこったテラナーをまとめ新アインシュタイン帝国を興し、国家主席である大行政官に就任した。年齢は1万歳を超えており、時の外に一人立つ男と呼ばれている。容姿はアルコン人特有の赤い目と白いブロンドの長髪、長身でもある。危険には非常に敏感で常に最善の保安措置を講じるなど、最悪の可能性を排除せず慎重に行動するため周りからは悲観主義者と見られている。元アルコン帝国の高官として付帯脳を持ち、時に一人称で語られるが、付帯脳とのやり取りが更に現実的悲観主義者像を際立たせる。作中ではテラナーの喫煙習慣に嫌悪感を持つ。テラナー、特にローダンを「蛮人」と親しみ半分揶揄半分に呼ぶ。習慣座右の銘は「人間をふくめ、すべての知性ある存在は、冷静さを失わないことで動物と区別される」。第25巻・第50話。
エペトラン(Epetran)
アルコン史上最高の科学者。ロボット摂政を建造、のちに（ローダン、アトランの時間改変の結果）究極の安全システムを取り付けた。第43巻。
カルス(Calus)
アルコン帝国艦隊提督。アルコンIで暗殺される。

### アンティ
セグノ・カアタ(Segno Kaata)
バアロルの祭司。アトランから細胞活性装置を奪い、射殺される。

### 分子変形能力者
マタール
太古の未知種族の生き残りで、エパン人に化けて暮らしていた。テラナーの宇宙船を乗っ取ろうと画策するもエヴァソン、ゴルトシュタインらの活躍によって阻止され、死亡。第37巻

### スプリンガー
コカツェ(Cokaze)

### テラナー
ウェイン・テイト
惑星ツァリトに駐在するテラ工作員。シク＝シクと名づけた旧式の大型迫撃砲を持ち歩く。第62巻。
ウォルト・スクービー(Walt Scoobey)

ガンター・チェリッシュ
太陽系帝国将校。グレイ・ビーストに流されたミュロンたちを影から援助するために流刑囚のふりをして潜入していた。
クライド・オスタル(Clyde Ostal)

トマス・カーディフ
ローダンとトーラの息子。2020年生まれ。出生の秘密を隠して育てられた。トーラが殺されると、ローダンが老いた母を死に追いやったものと考え、反乱を起こす。ローダンとすり変わって帝国の実権を握るが、ローダン専用に調整された細胞活性装置を付けたため副作用を起こし、狂死する。
ホレース・O・ミュロン
惑星グレイ・ビーストに流された流刑囚。元真正民主主義同盟メンバーだったが、ローダンの暗殺に失敗して流刑に処された。のちにローダンに指導者の素質を認められ、同星に築かれた植民地のリーダーとなる。
マルセル・ルゥ
太陽系艦隊少尉。レンズ・フィールド・ジェネレーターを開発、ドルーフ宇宙への突入に成功する。のちにハデス基地司令となる。

### ドルーフ
オノト(Onot)
リニア・エンジンを開発した科学者。エルンスト・エラートの精神と共生する。

### ミュータント
グレゴール・トロプノフ(Gregor Tropnow)
ヒュプノ。細胞シャワーを受けられなかったのをうらみ、ノモ・ヤトゥヒンと組んで脱走し、ロボット摂政に情報を売ろうとした。第28巻。
サミュエル・ゴルトシュタイン(Samuel Goldstein)
テレパス。分子変形能力者のマタールと対峙した。第37巻。
ヨースト・クルマン
眼球の焦点を自由に変え、微小なものを見ることができるマイクロオプティカー。顕微鏡的視力をもつスヴォーン人とのコンタクトにあたった。第31巻。
ローリー・マルテン
2017年に生まれる。アンネ・スローンとラルフ・マルテンの娘。のちに細胞活性装置保持者となる。テレパシーのほかに、物質をすり抜けることが可能。2436年、アコンのスパイに射殺される。第26巻。

## ポスビサイクル

### アコン人
アペソスのタトス

ハト=モー

ラス=トオルのアウリス
アコン統治評議会のリーダー。

### アルコン人
カルバ（ミンテロル一世）
アコン人に操られ帝位につく。アトランとの心理決闘の際、脳を活性化し過ぎたため発狂し、廃人となる。
タルツ

### イルト
イルツ
グッキーの妻。グッキーと同様にテレパシー、テレキネシス、テレポート能力をもつ。2403年に息子ジャンピーを出産する。第63巻。

### 二百の太陽の星
中央プラズマ
アンドロメダの惑星ランド1の産。ポスビ・ロボットを指揮する。
ウィリー
中央プラズマに仕えるマット状生物。

### テラナー
アルノ・カルプ(Arno Kalup)
ハイパー物理学者。リニア・エンジン、ハイパーインメストロンなどの実用化に貢献した。かれにちなんで、テラのリニア・エンジンはカルプ・コンヴァーターと呼ばれる。細胞活性装置保持者。2440年に実験中に事故死し、活性装置も失われた。
オーレ・ハヌセン
ジェフェ・クロードリン(Jefe Claudrin)
エプサル人。リニア・エンジンテスト艦《ファンタジー》、艦隊旗艦《セオデリック》の艦長を歴任。
ジョン・エドガー・ピンサー
色盲の青年。新婚旅行の際色盲のため宇宙船のボタンを間違い、超空間ジャンプ先のアラツェで麻薬取引中のスプリンガーを捕まえる。
ナイク・キント
USOの前身の第三課を率いた太陽系秘密情報局大佐。自分の健康状態についてぶつくさ言うのが癖で、初対面の人間には嫌われる。
ヴァン・モデルス
ロボット学者。ポスビの謎を解いて、太陽系帝国とポスビの同盟に貢献した。第65巻。
ラリー・ランダル
第三課メンバー。
ロフティ・パターソン
第三課メンバー。テラの惑星パッサ移民団の最後の生き残り。
ロン・ランドリー
第三課メンバー。パッサの偽神事件などで活躍。

### ロボット
ミーチ・ハニガン
第三課メンバーで階級は軍曹。ロボットながら、外見が精巧に作られているため見破るのは難しい。声帯システムに不具合があり、自分の本名ミッチェルの愛称ミッチをミーチと発音する。第57巻。

## 第二帝国サイクル

### アンティ
エブロロ
USOスペシャリスト。アンネ・スローンを殺害し、細胞活性装置を奪う。

### イルト
アクソ
ネズミ＝ビーバー遠征隊の一員。のちにテラニアの統合ビール会社役員になる。第95巻。
ウレウル
ネズミ＝ビーバー遠征隊の一員。第95巻。
オーク
ネズミ＝ビーバー遠征隊の一員。隊員のなかで最高のテレパス。第95巻。
ゲッコ
ネズミ＝ビーバー遠征隊の隊長。かなり太めでテレポートが下手なイルト。「提督」を名乗り、ローダン捜索のため出撃する。第95巻。
ビギー
ネズミ＝ビーバー遠征隊の一員。ウレウルとオークが取り合いをしている。第95巻。
フィッピ
ネズミ＝ビーバー遠征隊の一員。第95巻。
ヘミ
ネズミ＝ビーバー遠征隊の一員。テレパシーが得意。第95巻。
ボコム
ネズミ＝ビーバー遠征隊の一員。シフトの操縦ができる。惑星ローストにいるローダンにシフトを届けた。第95巻。

### ウニト人
ヴルク
ネズミ＝ビーバー遠征隊のオタマジャクシ《トラムプ》航法士。第95巻。
ストチ
ネズミ＝ビーバー遠征隊のオタマジャクシ《トラムプ》通信士。第95巻。
ズブロン
ネズミ＝ビーバー遠征隊のオタマジャクシ《トラムプ》副長で正操縦士。普段は静かだが、いったん口を開くと他のウニト人の倍のスピードで、大量にしゃべる。第95巻。
ブルクル
ネズミ＝ビーバー遠征隊のオタマジャクシ《トラムプ》副操縦士。ズブロンとは対照的に口数が少ない。第95巻。

### シュレックヴルム
ペーテルレ

### テラナー
アル・ジガーズ
プロフォスの工作員。バドゥンでロード＝コジッチ・アブロを殺害。
イラチオ・ホンドロ
プロフォスの独裁者。2328年に銀河の支配を夢見て、ローダンをはじめとする太陽系帝国要人を誘拐した。翌年失脚し、惑星オッポジットで死亡。細胞活性装置保持者。第91巻。
コルス・ダントゥル
エプサル人、《クレスト》艦長。
ダン・ピコット
《ライオン》副長。艦長のチャトに振り回される。第96巻。
ティル・ライデン
エクスプローラー船《EX=2115》の天文学者、物理学者。古代種族オールドタイマーの遺跡の発見調査などに活躍した。朝食は誰にも邪魔させないという生活習慣をかたくなに守る。第76巻。
ノメ・チャト
巡洋戦艦《ライオン》艦長。「獅子のチャト」とあだ名される。第96巻。
メルバル・カソム
2282年生まれ。エルトルス人のUSOスペシャリスト。レミー・デンジャーの相棒。のちにモリーの親衛長をつとめる。身長2.51メートル、体重815キログラム、肩幅2.13メートル。エルトルスでの各種競技のヘビー級チャンピオン。第75巻。
モリー・ローダン＝アブロ
プロフォス人。ペリー・ローダンの妻。ホンドロ亡き後、プロフォスの総統に就任する。ローダンと結婚したときに、ホンドロが持っていた細胞活性装置を取得した。第93巻。
レミー・デンジャー
2234年生まれ。シガ星人のUSOスペシャリスト。身長22.211センチ、体重852.18グラム。シガ星では各種競技のヘビー級チャンピオン。第75巻。
ロード＝コジッチ・アブロ
モリー・ローダン＝アブロの父で、プロフォスの反体制組織ニュートラリストの支配者。
ローレ・ナイハル
エプサル人のUSO艦隊提督。アトランが誘拐されている間、代理として全艦隊を指揮。

### ブルー族
グレフク
ネズミ＝ビーバー遠征隊オタマジャクシ《トラムプ》と接触した艦の艦長。ゲッコをグッキーと勘違いした。第95巻。
ズラグ
ネズミ＝ビーバー遠征隊オタマジャクシ《トラムプ》と接触した艦の通訳。ゲッコをグッキーと勘違いした。第95巻。
タン＝ペルトレク
シムバン星系惑星ローストを包囲したブルー部隊の司令官。ローダンたちがシムバン星系にいることをアコン人に伝え、その後自殺した。第96巻。

#### ガタス人
ゴルハ

## 島の王サイクル

### 恒星エンジニア
クロン

シ

モ

レル

### 島の王たち
トセル＝バン
ファクターVI
トリナル・モラト
ファクターII
ネヴィス＝ラタン
ファクターV
プロフト・メイヘト
ファクターIII
ミラス＝エトリン
ファクターIV
ミロナ・テティン
ファクターI
レグナル＝オルトン
ファクターVII

### テフローダー
フラスブール

### テラナー
オマール・ホーク
オクストーン人。アンドロメダ銀河で、「宇宙に平和をもたらすため」テングリ・レトスとともに旅立つ。第105巻。
ドン・レッドホース
太陽系艦隊将校。シャイアン・インディアンの末裔で、数々の武功をたてた。第100巻。
パーウェル・コトラノフ
アンドロテスト計画の計画責任者兼艦長。
バリ・スタウンダー
2327年に島の王に誘拐され、惑星ヒストリーに幽閉される。
ブラゾス・スルファト
太陽系艦隊下士官で、レッドホースの部下。いいかげんな性格で、営倉によく入っている。レッドホースの代わりにフォリルと決闘し、死亡。第121巻。
フレーサー・ウーリー
秘密衛星トロヤの運用責任者。
ヘスケ・アルリン
エプサル人のUSO大佐。《インペラトール》艦長。
ラルフ・アルトゥア
旗艦勤務の首席軍医。

### パドラー
カラク
宇宙修理ステーション「KA大サービス」の技師。

### ハトル人
テングリ・レトス
「光の守護者」とよばれ、平和を愛する。ハトル人最後の生き残りで、直径30キロメートルの「永遠の船」と呼ばれる球形艦を保有する。2400年代のテラナーや島の王たちをはるかに超える技術力をもつ。

### ハルト人
イホ・トロト
ハルト人科学者。2400年8月15日にはじめて人類の前に姿を現し、銀河中枢部の恒星六角形の存在を示してローダンとともにアンドロメダ星雲をめざして以来、ローダンの友となった。普段は友好のあかしとして、ローダノス、トロトスと呼び合う。単性生物のハルト人は母性本能が強く、トロトのそれはテラナーに向けられているため、場合によっては種族の法を犯してもローダンを援助した。身長3.5メートル、体重2トンの巨人で四本腕、有柄の複眼3つ、短い2本の脚、ふたつの脳を持ち、強靭な肉体は細胞転換、あるいは構造転換能力をもちえれば真空中や高放射線下でも一定時間は行動できる。第100巻。
ファンカン・タイク
ハルト人科学者。第100巻。

### マークス
グレク1

### ミュータント
トロナル・ウールヴァ
2367年に、植民惑星イマルトで生まれた環境適応人間でUSOスペシャリスト。エネルギー流に乗っかって移動できるパラスプリンター。テレポーターのように自由に移動できるわけではないが、代わりにハイパー波などに乗れば大距離を移動できる。移動速度はエネルギー流の速度に依存し、たとえば電波に乗れば光速でしか移動できない。ラカル・ウールヴァの双子の兄。弟とは数百光年離れていても感情コンタクトができる。皮膚は緑色で、胸部が樽のように大きく膨らんでいる。2909年、第二次遺伝子危機で病んだミュータントたちに殺害された。第113巻。
バール・ルン
モドゥル人最後の生き残り。精神力でエネルギーを物質に変えるエネルギー転換能力の持ち主で、その能力に目をつけた島の王たちに脅迫されて惑星破壊兵器エネルギー・スフィーアを製造していた。のちにテングリ・レトスの理想に共鳴し、オマール・ホークとともに同行した。第123巻。
ラカル・ウールヴァ
2367年に、植民惑星イマルトで生まれた環境適応人間。トロナル・ウールヴァの双子の弟で同じくパラスプリンターでUSOスペシャリスト。2909年、第二次遺伝子危機で病んだミュータントたちに殺害された。第113巻。

### レムール人
タンワンダー
過去界の暗黒街の実力者。現実時間に戻ろうとするローダンたちの手助けをした。第139巻。

### ロボット
ラッキー・ログ

### その他
ドルング

モビー

ロール・タン

## M87サイクル

### アコン人
アブレブル

### イルト
ジャンピー
グッキーとイルツの間に生まれた息子。正式名はジャンピー・グック。テレパス・テレキネス・テレポーター。第151巻。

### オケフェノケース
エインチ・チグロル

スカンロン・オカチェー
三つの思想家。

### 基地のエンジニア
アゲン・トルムブ

キボシュ・バイウォフ

### 時間警察

#### 二次制約者（震動守護者）
アセル・キン

トロ・コン

#### にせグラド
ハカツ・シャレト

### スコアル
スコアルト

### テラナー
アイリーン・ダクラン
《クレストIV》の宇宙心理学者。ロワ・ダントンと恋に落ちる。第173巻。
アモス・リーゲラー
シガ星人でパラディン乗員。運動メカニクス担当。第175巻。
イリヤ・マルーメ
太陽系艦隊将校。本国艦隊第22強化モスキート戦隊（22VMGH）指揮官。戦闘中に撃墜され、トリトンに不時着。モカルト父子に助けられ、彼らとともにオールド・マンを奪回した。第166巻。
エムス・カストリ
第82混成安定化部隊（82GSV）を率いる太陽系艦隊提督。ちょっとした微笑で人を動かすすべを心得ていることから、“陽気さん”と呼ばれる。第156巻。
オロ・マスト
エルトルス人。自由商人で、ロワ・ダントンの親衛長を務める。第150巻。
カマロン・オレク
艦隊屈指の宙航士。時間警官に誘拐され、ドランの航法担当執行者になったが、のちに生還。第161巻。
カントール・チアリーニ
太陽系帝国の異銀河外交政策担当大臣。第187巻。
グウィドリン・グリチャート
センプロン星系の執政官。ローダンの政敵で、アコン人の走狗。第165巻。
クロノト・モカルト
オクストーン人。ペリシュ・モカルトの父で歴史学者。息子とともに二次制約者アセル・キンを捕虜にし、イリヤ・マルーメと3人でオールド・マンを奪回した。古レムール史の専門家。第166巻。
クール・アラカン
シガ星人でパラディン乗員。サイバネティクス担当。第175巻。
コン・バイト
USO艦隊提督のエプサル人。《クレストIV》艦長メルリン・アクランに、旗艦艦長公募に応募していれば自分の代わりに旗艦艦長になっていたかもしれないと言わしめる有能な宙航士。
ジェフリー・アベル・ワリンジャー（Geoffry Abel Waringer）
2403年テラ生まれのハイパー物理学者。ローダンとモリー・アブロの間に生まれた娘スーザンと2430年に結婚。科学研究惑星ラスト・ホープを拠点に研究活動を続け、やがて太陽系帝国首席科学評議員となる。2436年からは細胞活性装置保持者。ワリンジャー・チームと呼ばれる科学陣を率いて数々の技術開発や実用化を行い、35世紀にはカピンと大群による2度にわたる危機をも乗り越えた。FpF装置やワリング・コンヴァーターなどを開発した。第167巻。
ジャン・ベリオ
《クレストIV》首席物理学者。M-87で心理尋問にあい廃人となったが、その後惑星モノルの生物物理学的ハイパー再生を体験、全快した。軽度のくる病だったが、それも完治。ただし生殖能力は失われた。第168巻。
ジョシュア・リウムブエ
民間船《ミンハオ》の科学実験責任者。違法な時間実験を行い、《ミンハオ》もろともM-87に拉致された。第173巻。
スーザン・ベティ・ローダン＝ワリンジャー
ペリー・ローダンとモリー・ローダン＝アブロの娘。ワリンジャー博士と2430年に結婚。2931年にパニテルの乱でモリーとともに死亡。第150巻。
ダート・ヒュロス
シガ星人でパラディン乗員。サンダーボルトチーム最年少で、2436年で108歳。兵器担当。無類の酒好きで、そのために作戦が失敗しそうになったこともある。第175巻。
タル・サトール
自由商人の貴族。ロワ・ダントンに同行して《クレストIV》に搭乗してM-87への放浪にも参加した。惑星オーロラ生まれの環境適応人で、半水棲人。スヌーピーというデテクターロボットをつれ歩く。第165巻。
チャイ・クールー
《クレストIV》の第三搭載艇軽戦隊指令。アフロテラナーの巨漢。2436年、キボシュ・バイウォフに仕掛けられたバイオ兵器の旗艦への感染を防ぐため、搭載艇とともに恒星に突っ込んだ。第150巻。
ドロフ・レキテン
シガ星人でパラディン乗員。計算・探知センター担当。第175巻。
ハイコ・アンラート
ローダンの影武者。アコンのスパイに利用された後、殺された。第165巻。
ハール・デフィン
2306年生まれ。シガ星人のUSOスペシャリスト。サンダーボルト・チームとチームの操作する巨大ロボット「パラディン」の司令。脳インパルスをメカニズムに直接送り込む感情エンジニア能力を持つ。第175巻。
ペリシュ・モカルト
オクストーン人。元USOスペシャリスト。父クロノトとともにトリトンの古レムール遺跡を調査中、二次制約者との戦いに巻き込まれる。父とともに二次制約者アセル・キンを捕虜にし、イリヤ・マルーメと3人でオールド・マンを奪回した。USO時代に頭部を負傷・治療したせいで、本来オクストーン人にはない頭髪がある。第166巻。
ミルス・ティン
シガ星人。パラディンの首席エンジニアで発電責任者。デッキ4担当。第175巻。
ヴィヴィアー・ボンテイナー
エクスプローラー船の船長を歴任。M-87から帰還して惑星“帰郷”にいたローダン一行を救出した。また太陽系のドラン襲撃のさい、ハルト人に救援要請をしにいった。第176巻。
ブルトザール・クロハラ
エルトルス人の自由商人。《フランシス・ドレーク》の搭載艇の艇長。血液を血漿共生体ブラ・エキスに交換したパラプラント。第192巻。
ルールセル・ハビレット
《スケンダーラ》艦長。パトロール中にバラモ船の残骸と遭遇し、残骸内で仮死状態だったウレブを発見、蘇生したウレブと死闘を演じた。第197巻。
ロスコー・ポインデクスター
《クレストIV》に勤務する士官候補生。
ロワ・ダントン
ペリー・ローダンの息子。ローダンとモリー・アブロの間に2405年8月16日に生まれた。本名はマイクル・レジナルド・ローダン。偉大な父親に頼る事無く生きるために24歳の時に出奔し、自由商人に身を投じやがて実質的な指導者となり、自由商人の王と名乗る。2435年にローダンの前に姿を現して以来、M87銀河への大漂流や時間警察との戦いに身を投じ、時間警察との戦いの中で戦死したと思われたが、時空を投げ飛ばされて20万年前の土星の衛星タイタンに漂着していたところをローダン達に救出され、その後現在時間の3434年に帰還する。同年細胞活性装置を得る。現在時間に帰還後もローダンを補佐しつづける。3540年、アフィリカーの支配するテラにあえて残り、免疫保持者のため善良隣人機構（OGN）を組織した。自由商人の王を名乗っていたころは中世フランス王朝風の服に三角帽、サーベルといういでたちを好んでいた。第150巻。

### ハルト人
ウッパー・キスカ
ハルト人。第177巻。
ヒッソ・リロス

ピナル・アルト
ハルト人。ハイパー物理学者。第177巻。
ワクソ・カナ
3,000歳を数えるハルト人の長老。第186巻。

### ペレヴォン
チャプイ・キトス

### ロボット
スヌーピー

スピノザ

パラディン

## カピンサイクル

### アッカローリー
アクトロン・ムスポエルン
宇宙船が事故にあったところを太陽系帝国に助けられた。純粋エネルギーから生まれた生物であるせいか恒星に関する知識に長けており、太陽が死の衛星によってノヴァ化しつつあることに気づきテラナーに警報を発した。後に種族を代表してテラナーとのコンタクトにあたった。第206巻。
キクロピド・ヌーンス
専門詩人。第206巻。
ファルン・スルプ
物理学者。ミタレ・シュバンと同じ船に所属する。テラナーとのコンタクトに懐疑的だった。第208巻。
ミタレ・シュバン
有能な船長でありすぐれた科学者。テラナーとのコンタクトに積極的。軽巡《ピニマラ》のテラナーとコンタクトをとり、瀕死のアクトロン・ムスポエルンを収容した。第208巻。
ロル・ルコ
ミタレ・シュバンとは別の船の船長。第208巻。

### アラス
タン・デフーター教授
医療惑星タフンのパラメカ・ハイパー精神医学の特殊病院長。ロード・ツヴィーブスの治療を担当した。第211巻。

### アルコン人
コネトラ
大執政官の歓迎会に出席した、プロポーションも完璧なアルコン女性提督。第216巻。

### アンティ
ウスソン・エング＝ドラベルト
大バアロルの使節として惑星ガラネルに派遣された老人。使節としては異例なほど高い位階をもつ。大バアロルの指示に従わないバルト・リンスナー＝キースへ最後通告を言い渡しに来た。第208巻。
ジェヴォレニー・タツトゥン
バアロル教団の工作員でリバルド・コレッロの母親。キタイ・イシバシとの間に子をもうけるため、ミマスのサナトリウムに看護スタッフとしてもぐりこんでいた。斜視気味な大きな目、額は秀で、長い黒髪と大きな口が目に付き、顔は華奢。ジョン・マーシャルが出会ったアンティの中ではもっとも美人のひとり。第204巻。
セイコン・ハシェイ
リバルド・コレッロの配下。優れた科学者、心理学者でもある。瀕死のゴラチンのふりをしてゴースト星系に潜入した。コレッロのヒュプノ影響下にあり、つかまる寸前にヒュプノ暗示により脳が爆発して死亡。第205巻。
ハルク・トノス
若いバアロル祭司。リバルド・コレッロの攻撃を受けた惑星ガラネルを宇宙船で脱出し、テラナーへ警報を発した。実はコレッロがローダンをおびき寄せるためにわざと泳がせておいただけであり、詳しいことを語る前に脳が爆発して死亡した。第208巻。
バルト・リンスナー＝キース
惑星ガラネルの大祭司。リバルド・コレッロの影響下にある大バアロルの指示を無視していた。惑星ガラネルに現れたリバルド・コレッロとの戦いに敗れ、影響下に置かれた。第208巻。
ハルロン・ポト
もと大祭司でバルト・リンスナー＝キースの助祭。活力ある男だったが、かつて失態を演じ大バアロルに重く罰せられ、人怖じする老人と化してしまった。第208巻。

### イルト
ウルフォ
火星に住んでいたイルト。名前のみ登場。第210巻。
ストリッチ
火星に住んでいたイルト。名前のみ登場。第210巻。
ムルク
火星に住んでいたイルト。名前のみ登場。第210巻。

### カピン
アスキナ・ダッカル
昔の次元物理学者で、ダッカル空間の発見者。背中の曲がった、禿の小男。第211巻。
カルスキン
ペド技術者。死の衛星にペドトランスファーしてきた8,000名のうちのひとり。死の衛星の強制ペドトランスファーで死亡した。第215巻。
クヌルプ
カピンの時間ステーションの受信ステーション指揮官。第211巻。
ボゴンタ
死の衛星にペドトランスファーしてきた8,000名のうちのひとり。唯一の生き残りとして衛星に監禁されていた。衛星にペドトランスファーしてきたオヴァロン、メルセイレとともに脱出しようとしたが、保安機構との戦闘中に死亡。第222巻。
マライス
ダッカル技術者。死の衛星にペドトランスファーしてきた8,000名のうちのひとり。死の衛星の強制ペドトランスファーで死亡した。第215巻。
ラチャト
カピンの時間ステーションにおけるナンバー1。プロジェクト指揮官であり、軍事責任者でもある。死の衛星へは行かず、時間ステーションにとどまった。第211巻。
レクフェ
カピンの時間ステーションにおけるナンバー2。ラチャトの直属の部下。死の衛星にペドトランスファーしてきた8,000名のカピンのチーフ。テラ科学者たちに黄金の紡錘の作動原理を解説し、ダッカル走査リゾネーターについて貴重な示唆をした。死の衛星の強制ペドトランスファーで死亡した。第211巻。
レスカル
死の衛星にペドトランスファーしてきた8,000名のうちのひとり。死の衛星の強制ペドトランスファーで死亡した。第215巻。

#### ガンヤス人
ヴサナ
ガンヤス帝国の初代ガンヨ。名前だけ登場。第223巻。
オヴァロン
およそ紀元前20万年に生まれた統治者（ガンヨ）。紀元前20万年ごろの地球で遺伝子培養実験をしていたタケル人組織に極秘潜入中、ゼロ時間デフォルメーターで過去界にやって来たローダンたちを捕らえるが、消していた任務の記憶を思い出して釈放し、テラナーとともに3434年の未来界に赴く。死の衛星の破壊に尽力し、皇帝ダブリファの死後に彼の持っていた細胞活性装置をもらった。ローダンのグルエルフィン銀河遠征に同行し、紆余曲折を経てガンヨに復帰。銀河系が大群禍に見舞われたときは20万人もの援軍を送るなど、テラナーとは友情で固く結ばれていた。身長196センチ、明るい褐色の髪、広い顎、ワシ鼻、明るいブルーの目、ココア色の肌。カタリという格闘術を使う。優秀なペドトランスファーラーでトリツォム・キャリア。3580年に死亡。第219巻。
ガヴァソル
強大なナンドル家出身の将校で心理戦術家。ガンヨを失墜させる使命を帯びた敵性工作員だったが、テラのテレパスによってそれがばれてしまいモシャケンに射殺された。第223巻。
テトマン＝タリノ

ファルロ

ペルダ

モシャケン
オヴァロンを太陽系へ運んできた船のコマンダント。がっしりした体で髭面。第223巻。

#### ジュクラ人
ペントシポン=カラ八百九十六世

#### タケル人
イリヴォナ
紀元前20万年ごろの地球で遺伝子培養実験を行っていた組織の一員。オヴァロンの秘書。オヴァロンに色目を使う。第219巻。
ヴァスカロ

ヴァトハイナン
紀元前20万年ごろの地球で遺伝子培養実験を行っていた組織の一員。カトハイナンとは双子の兄弟。秘密警察ゴラモのメンバーで、狩りの最中にオヴァロンとともに偵察に出かけた。第219巻。
ヴィーゼンアッカー
紀元前20万年ごろの、惑星タイモン（ツォイト）の軍事指揮官（コマンダント）のひとり。名前だけ登場。第221巻。
ヴェルカタイル
紀元前20万年ごろの、惑星タイモン（ツォイト）に住む女性。家に立て篭もっていたが紫色のアルケルに襲われて死亡。第221巻。
ヴェルカト
紀元前20万年ごろの、惑星タイモン（ツォイト）の技術チームのメンバー。トルマコル・アヴァクに反重力プロジェクターを渡した。第221巻。
カトハイナン
紀元前20万年ごろの地球で遺伝子培養実験を行っていた組織の一員。ヴァトハイナンとは双子の兄弟。秘密警察ゴラモのメンバーで、狩りの最中にオヴァロンとともに偵察に出かけた。第219巻。
ギンコラシュ

ケイノル
紀元前20万年ごろの地球で遺伝子培養実験を行っていた組織の一員。ラサロの運転手兼話し相手をつとめる。第219巻。
タシュカル

タラカン
紀元前20万年ごろの地球で遺伝子培養実験を行っていた組織の一員。役職は第一サブディレクター。秘密警察ゴラモでのオヴァロンの代行。野心にあふれ知性が高い。オヴァロンとは意見が合わない。オヴァロンが失脚したあと、ゴラモの長官に就任した。第219巻。
ディトロ
紀元前20万年ごろの、惑星タイモン（ツォイト）の戦闘機隊パイロット。バラカスの部下で、かれに全面的に信頼されている。テレポートするラス・ツバイを目撃し、そのことをバラカスに報告した。第222巻。
トルマコル・アヴァク
紀元前20万年ごろの、惑星タイモン（ツォイト）の軍事指揮官（コマンダント）のひとり。長身。組織をまとめる能力に長ける。紫色のアルケルに襲われて死亡。第221巻。
バラカス
紀元前20万年ごろの、惑星タイモン（ツォイト）の戦闘機隊中隊長。メルカトの部下。第222巻。
パレイタン
紀元前20万年ごろの地球で遺伝子培養実験を行っていた組織の一員。グライダーのパイロットの他、狩りの間はオヴァロンの個人従者と武器番をつとめる。第219巻。
ファノラ
紀元前20万年ごろの、惑星タイモン（ツォイト）のエクシロット通信部コマンダント代行。第222巻。
ファントノル
紀元前20万年ごろの地球で遺伝子培養実験を行っていた組織の一員。バイトノル・ブロックで働く物理学者。ラサロの依頼で、金庫に入ったタラカンの日誌のコピーをとろうとした。背が高く、肩幅が広く、角ばった頭。第219巻。
フェナロル
偽ガンヨ。
ブログトン
紀元前20万年ごろの地球で遺伝子培養実験を行っていた組織の一員。モルチュアの上司。名前だけ登場。第219巻。
ペルキノル
紀元前20万年ごろの、惑星タイモン（ツォイト）の軍事指揮官（コマンダント）のひとりと思われる人物。トルマコル・アヴァクが名乗ったさい、相手の男が笑い飛ばしつつ、じゃあ自分はと列挙した名前のひとつ。第221巻。
ペロカン
紀元前20万年ごろの、惑星タイモン（ツォイト）のロボット部隊指揮官のひとり。名前だけ登場。第221巻。
メルカト
紀元前20万年ごろの、惑星タイモン（ツォイト）の軍事指揮官（コマンダント）のひとり。軍事宇宙港エクシロットを担当。ラサロと同程度の高齢。第222巻。
メルセイレ
紀元前20万年ごろの地球で遺伝子培養実験を行っていた組織の一員。バイオトランスファー修正専門家。黄褐色の目、銅色の腰まで届く髪をもつ美女で、オヴァロンとともに3434年の未来界へ赴いた。オヴァロンがグルエルフィン銀河へ帰ったあとも銀河系に残り、ロワ・ダントンと恋に落ちた。第219巻。
メルチオン
紀元前20万年ごろの地球で遺伝子培養実験を行っていた組織の一員。秘密警察ゴラモの職員。青白い顔はかつてペドトランスファーに失敗した後遺症。老人で、髪も薄い。タラカンの忠実な部下。第219巻。
モルチュア
紀元前20万年ごろの地球で遺伝子培養実験を行っていた組織の一員。若い女性で、ブログトンの助手。メルセイレに頼みごとをされた。第219巻。
ラサロ
紀元前20万年ごろの地球で遺伝子培養実験を行っていた組織の指導者。トラナト星系（太陽系）チーフディレクター。登場時に203歳で、カピンとしても老人。しわの多い顔、目から感情がうかがえない。第219巻。
ランタラ
紀元前20万年ごろの、惑星タイモン（ツォイト）のエクシロット通信部コマンダント。ローダンたちがエクシロット内部にひそかに運び込んだアルケルたちを射殺した。第222巻。
レヴトロン
紀元前20万年ごろの地球で遺伝子培養実験を行っていた組織の一員で、バイオプログラムの責任者。バイオメカ・トランスファーの専門家でトリツォム・キャリアでもある。メルセイレに好意を持っており、恋敵のオヴァロンに敵意を抱いていた。オヴァロンを暗殺しようとしたこともある。頬骨がひろく、痩せて、斜視気味。第219巻。
ロッカルト
紀元前20万年ごろの、惑星タイモン（ツォイト）のロボット部隊指揮官のひとり。どっしりとした大男。広い顔で目がくっついている。催眠暗示能力をもつ植物の影響下に入った味方グライダーの砲撃で死亡。第221巻。
ワソン
紀元前20万年ごろの地球でのオヴァロンの従者。聴覚と発声器官に障害がある。第219巻。
ワルカモン
紀元前20万年ごろの、惑星タイモン（ツォイト）の輸送主任。やせてきゃしゃ。隠しておいた装甲ヴェルザン・トレーラーに乗ってトルマコル・アヴァクと行動をともにし、途中で負傷したものの生き残った。第221巻。

#### ファルログ
アルヘガー

#### モリタトール
シェコヌ

ショルショヴォ

ラヴァシャ

### スプリンガー
バルデム・スキード・ムサム
トレード・シティ中心部にあるホテル・オリンポスのオーナー。名前だけ登場。第216巻

### テフローダー
ヘルゴン・エトラン
テフローダー科学者。ブルー族の奴隷としてインケロニウム鉱山で働いていた。インケロニウムに関するマイクロ映像リールを残した。第204巻。

### テラナー
アイエド
偽装船《カニス・ヴェナティチ》の搭載艇パイロットをつとめた。第203巻。
アキ・コムラ
グラチア氏族のプロスペクター。3432年時点で64歳。204巻。
アキム・トロフ
フォッサー放射線化学の社員で医師。ジョーダン・ペインチェスターの友人。第203巻。
アキム・ブロートザール
都市名クラス軽巡《ピニマラ》副長で大尉。クリスマスイルミネーションによるアッカローリーとのコンタクトの発案者。第208巻。
アクスブリッジ
旗艦《インターソラー》勤務の大佐。カピン船へむけて遠隔操作でライトニング＝ジェットを操縦した。第211巻。
アーサー・ブキャナン
大執政官護衛コマンドの特別工作員。階級は少佐、スコットランド出身。トレード・シティに潜入し、カストル・マレインのテロを阻止した。第216巻。
アスラン・ヂュイト
太陽物理学者。長身白髪、熱心なダイバー。第206巻。
アーダマー・S（シマリック）・パシュ
パシュ星系を発見、命名した個人探険家。第204巻。
アタロ・クスミ
旗艦《インターソラー》首席探知将校。日系テラナー。第201巻。
アーバイン・スライファー
テンダー《ディノ69》艦長をつとめる少佐。第207巻。
アーフィン・ストレグマン
惑星ノスモに潜む秘密コマンドの指揮をとるUSOスペシャリスト少佐。第200巻。
アフメド・キュアリ教授
オリンプ在住の精神外科医。人間商人を嫌っているが、パフル・ジンツァと協力関係にある。第207巻。
アブラム・ノエル
ダブリファ帝国の特殊工作員。冷凍人間になりコンテナ街道を通りオリンプから太陽系に潜入したが、通常時間配分システム防衛コマンドに倒された。そばかすだらけの狭い顔。第202巻。
アマーリエ・カッツェンバッハ
旗艦《インターソラー》勤務の女性医師。ヴァイタルメカニックとヴァイタルサイバネティックスの博士。教授の資格を持つ。リバルド・コレッロの治療にあたった。第217巻。
アームンド・レルギソン博士
カストル・マレインの偽名。第216巻。
アラスカ・シェーデレーア
3400年テラ生まれの新ミュータント部隊隊員。3428年に転送機で移動中のハイパー空間内でペドトランスファーするカピンと衝突し、顔に“カピンの断片”が融合したため、以来眉の上から唇の下までを覆うプラスチック製の仮面を装着するようになり、仮面の男あるいはマスクの男と呼ばれる。この事故でカピンを探知する能力を身に付けた。“カピンの断片”を見たものは発狂し、死に至るとされる。カピンの断片が活性化すると、仮面の隙間から虹色の放射が漏れる。ローダンの側近になる以前は論理学者として知られ、“ひとつの思考を最後までたどる速度で、右にでるものはいない”といわれていた。事故前は論理学者としての能力はなく、一介の技術者だった。細胞活性装置保持者。身長は2メートルの痩身であるが、信じられないほど強靭な耐久力を有する。第202巻。
アルス・コモ
旗艦《インターソラー》勤務の大尉。惑星プレクールに降り立つ陸戦隊の編成を担当した。第210巻。
アルネ・ミツム
リバルド・コレッロの配下。コレッロが乗る直径100メートルの球型船の船長。第208巻。
アルレーネ・コンスタンティン
大執政官護衛コマンドの女性特別工作員。ギリシア出身。トレード・シティに潜入し、カストル・マレインのテロを阻止した。第216巻。
アンカル・ドレボラ
キネル・トワイテス教授の秘書。若い女性。太陽の活動が強まったことをトワイテスに伝えた。第211巻。
アンケル・セルヴォン
宙賊船《ドレッドフル》乗員。惑星ジェヴォニアを偵察しようと小型艇に乗って出撃したが、探知され逃げ帰った。第216巻。
アンソニー・アームストロング
艦隊の太陽系科学部所属の中佐。太陽の紅炎のサンプルを収集しに出撃したスペース＝ジェットのチーフ。3434年時点で50歳。第224巻。
アントニー・ララル
ハイラム・カサンディ提督の指揮する第67戦略艦隊旗艦《レッドホース》のもと通信技師。コレッロに催眠暗示をかけられスパイ活動をしていた。年は60がらみ、小太りで頬が赤く髪が薄い。階級は軍曹。第202巻。
アンドレイ・オーガーマン
《オーヴァラック》乗員。カメラ専門家。第205巻。
イーゲンベルク
水星基地に勤務する少佐。第201巻。
イスカンデル・ファーン
「GGGサーカス」の芸人。トランジットミキサー。豚と一緒に転送機に入り豚と混じった姿で現れ、また転送機によって原型復帰する見世物を披露する。第207巻。
ヴァスガ・リークハウス提督
太陽系第11戦闘艦隊司令官。痩身、日焼けした顔、褐色の目、カイゼル髭。旗艦は《テラニア》。惑星オリンプの防衛にあたった。第202巻。
ヴァーレンダール博士
エナダ谷の修復工事にあたった建設技術者。第215巻。
ヴァレン・ハイスター
USOスペシャリストの中佐。軽巡《アトランタ》艦長ペリコーネ・ホイブラインからリバルド・コレッロに関する報告を受け取り、上層部へまわした。第208巻。
ヴァン・クレイネン
太陽系秘密情報局ユートポリス支局員。ずんぐりとした愛想のよさそうな男。青い目。第205巻。
ウィルキンズ
オリンプ駐在の太陽系秘密情報局軍曹。チェスターハムと同じ部署に勤務している。第205巻。
ウィン・テイトプステル
エナダ谷の発掘技師。第212巻。
ウェスティン・マニックス
「GGGサーカス」所属の綱渡り芸人。バーロウ・ギデオンと同じ惑星出身で、仲がいい。第207巻。
ヴェルチェル
グアンタン宇宙港司令。階級は中佐。第420戦隊の各艦艇あての郵便物の到着を知らせた。第210巻。
ウェントワース・ガニッソン博士
時間遠征隊の一員。フィールドライン設計専門家。愛想がなく人付き合いが悪く、みなから嫌われ気味。耳がはりだし、脚が曲がり気味。3433年時点で年齢50歳ほど、身長約180センチ。幼い頃かかった病気により生の果物に対するアレルギーが定着してしまい、ヴィタミン剤が欠かせないからだになった。第212巻。
ウグナル・ボウェン博士
ジェフリー・アベル・ワリンジャーに協力してゼロ時間デフォルメーターを設計し、オーヴァホールをも監督した。教授称号を持つ。第219巻。
エシボン・ヘリヘット
ケキレ星系の総統制官。政治家の前は一流の経済学者だった。ローリン計画発動以来、表舞台に出ないローダンを公の場に戻すべく、一芝居打った。身長160センチちょっと、きゃしゃな骨格、黒髪、明るい褐色の肌、日本人っぽい目。祖先はアジア系テラナー。第210巻。
エドモンド・V・ポントナク
エマーソン・バークレー博士
USOでナンバーツーの心理学者。太陽系の未来界移行に伴う心理的問題と今後の対策についてローダンと話し合った。小柄ながらスマート、顔の彫りが深く、赤褐色の皮膚、長い黒髪。第208巻。
エミネド・バイン＝バイン
惑星タウラの有力者。アジクターレ宇宙港の港湾施設管理責任者でもある。第200巻。
エラス・コロム＝カン
旗艦《インターソラー》《マルコ・ポーロ》の艦長を歴任したエモシオ航法士。黒髪、中背のパキスタン系テラナー。3431年時点で48歳。第201巻。
エリク・ムレク博士
高圧金属の専門家で教授称号を持つ。インケロニウムの精製法を発見した。第204巻。
エリー・ファンタス
重巡《ティベタ》通信センター勤務の女性。ハイパーカム担当。近寄りがたい雰囲気をもつ。第210巻。
エルツァル
グラチア氏族のプロスペクター。妻子もちのハゲ。第204巻。
エルレンマル
グラチア氏族のプロスペクター。HUSグライダーのパイロットをつとめた。第204巻。
エルロン・ダゲーテ
USO少佐。ローダンとアトランの惑星マヴェリック視察に同行した。植民テラナーであるイムラン人で、長身で眼球がわずかに青い。第204巻。
エルン・コッテナ博士
ミマスのサナトリウムに勤めるパラメカニカー。第一次遺伝子危機のさい、ミュータントの脳内変化を食い止めた。催眠暗示に対して脳をシールドできる。第二次遺伝子危機のさい、無線で警報を発したが直後に射殺された。第204巻。
エンケス・チャブロル
太陽系艦隊少佐。太陽のまわりをパトロールする本国艦隊第184宇宙戦闘機大隊（184RJGH）の隊長。クローディア・チャブロルの2歳半年下の弟。第213巻。
エンリケ・カルバーリ
軽巡《ワルシャワ》艦長。階級は少佐。第206巻。
オセアン・ダック
映画俳優。名前のみ登場。第210巻。
オマリン・リグツタ
ダブリファ帝国への抵抗運動組織コナン＝タプの指導者。かなりの年配で髪が白くなりかけている。顔には深いしわ、怜悧な目。第200巻。
オルゲル・ベルスキン
ラルゴル・ベルスキンの息子。3433年時点で9歳。第215巻。
カー
都市名クラス軽巡《ピニマラ》探知センター主任の少尉。第208巻。
カイ・グルブランセン
水星北極施設の電流供給設備の保守点検を担当する技術者。第205巻。
ガイゼラー博士
エクスプローラー船《フェラニア》首席科学者。アッカローリー船に異常に接近する船長に抗議したが聞き入れられなかった。《フェラニア》の爆散とともに死亡。第208巻。
カイル・マックルア博士
科学者。タフンへと送られるロード・ツヴィーブスの付添い。麻酔からさめたロード・ツヴィーブスに殴られて怪我をした。第207巻。
カウトレン
惑星プレクール首都ニュー・タコタにあるリッチリング・デパートの部長。上にへつらい、下を見下す手合い。パートタイムで“キャプテン・フラッシュ”に扮して風船ボンボンを子供に配る仕事をしていたアラスカ・シェーデレーアにクビを言い渡した。第210巻。
ガシュラン・ブレント
太陽系艦隊大尉。エンケス・チャブロル少佐の操縦するライトニング＝ジェットの副操縦士。第213巻。
カストル・マレイン
自称カジミール星系惑星オフロノート出身。アームンド・レルギソン博士と名乗り、大執政官歓迎パレード中に爆弾テロを行おうとした。第216巻。
カゾウェイト
旗艦《インターソラー》の探知センター将校。階級は大尉。第216巻。
ガーデナー・ダシオン
第420戦隊所属《オムスク》艦長。階級は少佐。太陽系に妻と子供がいる。第210巻。
カリム・アファンチ
エルトルス秘密情報局の協力者。フォッサー工場の送付エンジニアで、工場付属転送機の責任者。海底ハウスに住んでおり、ダイビングが趣味。薄いブロンドの髪、清潔で丁寧だがぶきっちょな印象。近所や同僚の評判はいい。弟がいたが宇宙戦闘で死亡し、それが原因でテラナーに対して憎悪を抱くようになった。独身でブラコン。第203巻。
カルチェ・タイン
中央銀河ユニオンの第一カルファクトール。第200巻。
ガルデ教授
エクスプローラー船《フェラニア》科学者。アッカローリー船に異常に接近する船長にガイゼラー博士とともに抗議したが、聞き入れられなかった。《フェラニア》の爆散とともに死亡。第208巻。
カル・ドリッガス
旗艦《インターソラー》所属の大尉。収容コマンド指揮官。身長2メートルの大男で、髪が赤いため“キツネ”と呼ばれる。第209巻。
ガルブレイス・デイトン
2869年生まれ。2909年の第二次遺伝子危機で初代長官アラン・D・マーカントが死亡した際、その任務を引き継いで太陽系秘密情報局長官となり同時に細胞活性装置を取得した。同年に太陽系元帥となる。太陽系帝国の第一感情エンジニアでもあり、人間の脳の振動インパルスから、その感情の起伏を読み取れる。太陽系帝国崩壊後の肩書きはエグゼク4。容姿は長身で黒髪、彫りの深い顔。第200巻。
カルマーズ・ハインロート
科学者。タフンへと送られるロード・ツヴィーブスの付添い。麻酔からさめたロード・ツヴィーブスに殴られて怪我をし、2週間の入院と診断された。第207巻。
カルミン
ランチョルドの妻。若くて美人。第205巻。
カレスカ・アサヤー
《オーヴァラック》乗員。3432年時点で29歳の女性論理学者。愛称カリー。食料と倉庫の管理を担当。冷静、有能で控えめ、頭がすごくいい。ブロンドで琥珀色の目。テラニア・シティ生まれでジョーク・カスカルとは大学の旧友で恋人。第205巻。
カワ・ダントロフ
ティーパ率いる宙賊の第一大臣。3432年の時点で80歳、禿頭、真っ赤なひげは長さ20センチで先端が丸くなっている。有能な技術者で戦略家、豊かな知識を持つ宙航士。メンタル安定脳をもつ。第202巻。
カントロン
ケキレ星系の建設相。第210巻。
カンネッカー
太陽系艦隊大佐。第8803高速戦闘艦隊の指揮官。太陽衛星から出てきたカピン船の殲滅にあたった。第213巻。
キース・ホレンダー
太陽調査船《ブランダー》船長。第212巻。
ギデオン・オラート
ダブリファ帝国宇宙元帥。ダブリファの呑み仲間。背は低いががっしりした体。気さくな調子で心の広い人物を演じるが、実際は陰険。第202巻。
キネル・トワイテス教授
土星の衛星ミマスのパラ心理病院に勤務する医師。専門はパラ心理メカニクス。アラスカ・シェーデレーアやリバルド・コレッロを診察した。第211巻。
キャヴェンディッシュ
実験船《ロリン》軍曹。第206巻。
キルク・フォン・ホッセン
警戒巡洋艦《ローデンスタード》艦長で階級は少佐。第204巻。
キルンフェルト博士
太陽調査船《サン・ドラゴン》首席医師。第207巻。
クーソ・トラレロ
ダブリファ帝国の優秀な工作員。広い肩幅、細い腰、強靭な筋肉と循環器。オリンプでアーガイリスを誘拐したが、脱出を図ったアーガイリスに殺された。第202巻。
クヌート・クヌートソン
惑星アステラの太陽系秘密情報センターの長。階級は少佐。小柄で華奢、鋭い目とブロンドの髪。第203巻。
クライム・ハセレット
工学博士で海底深層ボーリングではテラで一番の専門家。3430年時点で120歳。顔はしわだらけ。ロード・ツヴィーブスが眠っていた海底ステーションの発掘に尽力した。第200巻。
グラウン・ホルツ
《ドラグネット》首席エンジニア。第202巻。
クラコ・ヴィンツァ
惑星ムリーの通商大臣。第206巻。
グラドウィッチ
惑星オブスンティスにある国立鉱山会社の支店長。第204巻。
クラーニヒ博士
コルヴェットの乗員。時間遠征に向かうタジリ・カゼがついてきてしまったサー・アントニーを預けた人物。名前だけ登場。第223巻。
クリッフ・ノルトベルク
重巡《ティベタ》通信センター勤務。階級は少尉。3月25日が誕生日で、3433年の誕生日時点で40歳。その後、旗艦《インターソラー》勤務となる。その後、レヌス・アハスペレ博士にその才を評価されて物理部へ転属した。第210巻。
グルエカ
ジュヴィヘイン・セクターの中継ステーションBORG=CC=171に2年の任期で勤務している技術者。第210巻。
グルッペ
中部ヨーロッパの大ポジトロニクス工場幹部。カピンに関するローダンの演説を妻とジーゲンベルク夫妻とともにTVで見ていた。第212巻。
クレミング
クヌートソン少佐の部下。第203巻。
グレノシュ
惑星プレクール首都ニュー・タコタ駐在の太陽系秘密情報局幹部。リッチリング・デパートの玩具売り場でアラスカ・シェーデレーアと接触する予定だったが、プレクールの秘密警察に拘束された。第210巻。
グレンキス・モーレ
トレード・シティ駐在のダブリファ帝国大使。大執政官の歓迎会に出席した。第216巻。
クローディア・チャブロル博士
時間遠征隊の一員。美人女医。第212巻。
グローブ
フォッサー放射線化学の社員。記録ポジトロニクスの扱いに長けているエンジニア。ケン・アルブリッヒいわく年配で信頼できそうな人物。第203巻。
グンナル・ヘルガーソン
太陽系艦隊の中古コルヴェットを住処とするプロスペクター族長。惑星ザーレムにホガルタンを仕入れに来た。第201巻。
グンラ・ナンドゥ
超心理学の専門家。テラニアの太陽系法廷で行われたリバルド・コレッロの裁判に出席した。名前だけ登場。第217巻。
ケノサ・バシュラ博士
時間遠征隊の一員。レムール史の専門家で人類学者。小柄で痩せており、おかっぱの赤い髪をしている。友人たちからは“ビッグ・B”と呼ばれている。3433年時点で92歳、身長150センチそこそこ。自分が惑星ビループの住民を危機から救った証であるという、記念碑の写真をしょっちゅうふりかざす。女性との付き合いに関して大法螺を吹くことが多い。第212巻。
ゲリノス・デ・ラパル
ニュートン星系の急進派であるラパリスト代表で精神顧問。第205巻。
ケルソンビー博士
サパ人。探検ロケット《ヴァンガード》乗組員の体調管理を担当する医師。第201巻。
ゲルツァ・ハーメゼナー
太陽調査船《サン・ドラゴン》船長をつとめる中佐。エモシオ航法士。第207巻。
ケン・アルブリッヒ
太陽系秘密情報局所属。デイトンの最良の部下の一人。第203巻。
ケン・ワレン
プロスペクター。グンナル・ヘルガーソン族長の配下で、副長をつとめる。族長の跡継ぎ候補。第201巻。
コイ・キヨミ博士
ティーパ率いる宙賊旗艦《ドレッドフル》船医。第202巻。
ゴシェ・マルン
《インターソラー》勤務で特別任務班を率いる少尉。アフロテラナーで動物好き。グッキーとも仲がいい。ヒッケハックを飼っている。第201巻。
コニー
アーフィン・ストレグマン少佐の部下の女性。太陽系秘密情報局ノスモ支局勤務。第209巻。
コモ・セレンティ博士
旗艦《インターソラー》首席内科医。アフロテラナー。第208巻。
ゴラドン・ゾディアク
3434年時点で31歳の吟遊詩人。暗赤色の長髪とC字型の髭。指が12本あり、60弦あるギターの発達型を用いて自分の歌の伴奏をする。第218巻。
ゴルトホルム
旅客船《アンヘテス》船長。第218巻。
コルノフ博士
ハイパー物理学者。エナダ谷に集まったスタッフの一人。ゼロ時間デフォルメーターが出発したあとに発生した異質エネルギー・フィールドを、シフトに乗って視察した。第212巻。
ゴーワン・R・ヌリマン
経済心理学の評議員でホーマー・G・アダムスの代行。第202巻。
コンキュレス・エルゴソネン
太陽系秘密情報局ユートポリス支局の少佐。しわの多い悲しげな顔。第205巻。
ザヴェト
《クレストXII》艦長をつとめるエプサル人大佐。第204巻。
ザセナーハ
USOスペシャリストで少尉。ロード・ツヴィーブスを輸送船《マタマロス》へ移す任務についていた。麻酔からさめたロード・ツヴィーブスの逃走を無線で知らせた。第207巻。
サーニャ・モイセーエフ
ある補助的慈善団体の代表で、ローダンの信奉者。催眠暗示をかけられ、パニック爆弾をローダンの付近で爆発させようとした。第202巻。
サルト・ライアン
《オーヴァラック》乗員。すぐれた生体工学者で通信士。身長180センチで痩身。テラニア・シティ生まれでジョーク・カスカルとは大学の旧友。第205巻。
サンダー・グレイ
ティーパ率いる宙賊の第二大臣。第202巻。
サンデラー
引退し、テラに住むプロスペクター。太陽の様子がおかしいのに気づき、ノヴァ化した場合にすぐ逃げ出せるように宇宙船で冥王星に避難した。第215巻。
ジェヴェロ博士
エナダ谷に集まったスタッフの一人。発掘された骨を調べていた。第212巻。
ジェニファー・コラル
太陽系秘密情報局工作員。若くて美人。カリム・アファンチを誘惑して証拠集めをし、逮捕へ持ち込んだ。第203巻。
ジェフ・デンゲルマン
小型宇宙ヨット《グローリー・オブ・マザー・アース》のパイロット兼船主。太陽系内の遊覧飛行で生計を立てている。レイモンド・ブランドナーが水星へ行くのに雇われた。第212巻。
シェルドン・ロスラム
バーゲナー・ロスラムの息子。太陽系の大学で学んでいる。第210巻。
シェンコ・トレストウ
旗艦《インターソラー》所属ライトニング＝ジェットのパイロット。特別任務班に所属している。階級は少尉。タルゴ星系を偵察する任務を与えられたライトニング＝ジェット3機の指揮に当たった。また、ローダンとアトランをゼロ時間デフォルメーターまでスペース＝ジェットで送り届けた。中背でがっしりとした体つきで、ブロンドの髪をもつ青年。第216巻。
ジーゲンベルク
中部ヨーロッパの大ポジトロニクス工場幹部。カピンに関するローダンの演説を妻とグルッペ夫妻とともにTVで見ていた。第212巻。
ジーフェ
「GGGサーカス」所属。シルロックの知り合い。第207巻。
シム・オゴト
《クレストXII》小規模上陸コマンド指揮官で少佐。第204巻。
ジャック・オムブリラ
ペリー・ローダンの変装した姿。外見は60歳くらいの猫背で不潔な酔っぱらい。第206巻。
シャミル
実験船《ロリン》航法士。第206巻。
シャルモン・キルテ・ダブリファ
ダブリファ帝国の独裁者。第二次遺伝子危機のさい、ノス・ヴィゲランドが奪ってきた細胞活性装置のひとつをもらった。外見は感じのいい長身黒髪で堀の深い顔。3434年の寛容革命で死亡。第200巻。
ジャン・モラル＝グラチア
グラチア氏族のプロスペクターでデルボラヴ族長の大叔父。海賊あがり。第204巻。
ジュヴィエン
「GGGサーカス」所属の技術者。リバルド・コレッロの影響下にある。太陽系秘密情報局に拘束されたが、脳が爆発して死亡した。第207巻。
ジュディ・フェンチェル
ハリー・フェンチェルの若い妻。第203巻。
ショー・アルファロ
《オーヴァラック》乗員。3432年時点で30歳で石油の専門家。第205巻。
ジョイセル博士
ミマスのサナトリウムに勤めるコッテナ博士の助手。第204巻。
ジョーク・カスカル
フルネームはジョアキン・マニュエル・カスカル。地球生まれ。身長190センチ台、肩幅が広く、腰は驚くほど細い。明るいグレイの目。太陽系艦隊の軽巡艦長時代にホワルゴニウム密輸の疑いをかけられ、脱走しプロスペクターとなる。惑星アステラでの事件を機に復帰し、数々の作戦に参加した。おしゃべりで皮肉屋。後頭部を負傷したさい、そこにテルコニット鋼を埋め込まれたためメンタル安定性を獲得した。第203巻。
ジョーダン・ペインチェスター博士
エルトルス秘密情報局の協力者で、フォッサー放射線化学の社員。放射線生物学専攻。ハリー・フェンチェルとは家族ぐるみで付き合っている。海底ハウスに住んでおり、熱心なダイバー。家族は妻に男の子2人。第203巻。
ジョレ
引退し、テラに住むプロスペクター。ペレの親友。太陽の様子がおかしいのに気づき、ノヴァ化した場合にすぐ逃げ出せるように宇宙船で冥王星に避難した。第215巻。
ジル・デラテッレ
自由商人に扮する工作員。右耳の上でまとめられた白髪、ワシ鼻、みごとな口髭。偽装船《カニス・ヴェナティチ》船長。第203巻。
シルロック
「GGGサーカス」所属の芸人。がっしりした大男で体重は100キロくらい。リバルド・コレッロの影響下にある。太陽系秘密情報局に逮捕されたが、脳が爆発して死亡した。第207巻。
スウェーデンボルイ
旗艦《インターソラー》勤務のパラメカニカー。ペリコーネ・ホイブライン少佐に付き添って惑星シシュターに降りたった。争いを好まない、落ち着いた人物。超心理物質の爆発により死亡。第209巻。
スクリュー・ハワード
鉱山技師でザーレム・グループの責任者。3431年時点で130歳、100年前からザーレムに住む。大宇宙でザーレムが一番美しい惑星であると主張している。髪は白く、腰は曲がりかけている。妻とは死別、息子が一人。第201巻。
スケーベルク・ヤランダ
崩壊したエナダ谷の整地作業にあたった。第213巻。
スザーク・カルチン
シガ星人USOスペシャリスト大尉。エネルギー・フィールド突破の専門家。ダブリファの太陽宮に潜入した。身長15.1センチ。第200巻。
スタンウェル・レビー
サパ人。コニアーズ野党議員。第201巻。
スタンリー・ボグナー教授
パラメカ性尋問の方法を改良した学者。意識と潜在意識を区別し回想像が意識に入ってくることがなくなり、尋問してもロード・ツヴィーブスに危険はなくなった。一般的な学者タイプではなく、日焼けし、がっしりした体格、広い額、綺麗に分けた髪。こめかみあたりに白髪が混じり、手は大きくたくましい。第207巻。
ステーブラー＝ベール
黒髪、肩幅がひろいダブリファ人。惑星フィルマーに駐在するサパ人痴呆化プロジェクトチームの指導者で、皇帝ダブリファの甥。3431年時点で40歳。仮借を知らず残忍。コニアーズの法で裁かれたあと、そこで暮らすことになった。第201巻。
ステラル・スコピンズ
惑星アンコロート駐在の太陽系秘密情報局責任者。階級は大尉。首都カロータに住み、商人に扮しているが、保養に来ているんじゃないかとうわさされるほど商売に不熱心。第205巻。
スパークス
《クレストXII》通信士。第204巻。
スプーノックス
惑星ラスト・ホープの軍事司令官。階級は将軍。第216巻。
スミス
太陽系秘密情報局少佐。モーリス大佐のスペース＝ジェットを臨検した。第206巻。
スモンクス
アトランの部下で、アトランへの取次ぎを担当していた宙航士。第202巻。
スワンソン
アラン・D・マーカントの秘書で落ち着いた大男。第204巻。
セイコ・ハンドロップ
ヴィティ・レヴ島の観光ガイド。第212巻。
セシル・ライブレッド
旗艦《インターソラー》勤務の士官候補生。クインタトロン実験の影響で旗艦外壁を突き抜け、“走れ走れ”の背中に乗っかり自力で降りれなくなってしまった。3433年時点で24歳。第216巻。
セトス・パンクシャー
「GGGサーカス」所属の科学者。捕らえたロード・ツヴィーブスの世話係になった。元はノルモン星系の有名な科学者。第207巻。
センコ・アフラト
エモシオ航法士。グリーンランド出身、前かがみのやせた体。人差し指で右の小鼻をこする癖がある。《インターソラー》で副長、《マルコ・ポーロ》で首席航法士、《ソルセル＝2》で艦長をつとめる。第201巻。
ダイロフ・ハイペルン
《オーヴァラック》乗員。船長の右腕で副長。テラニア・シティ生まれでジョーク・カスカルとは大学の旧友。身長170センチ、肩幅が広く筋肉質。無数の些細な情報を総合的に判断し、物事を見通すことが得意。《オーヴァラック》乗員のなかで、カスカルがローダンと太陽系帝国のために働いていることを知っている唯一の人物。第205巻。
ダヴェナント博士
旗艦《インターソラー》勤務の医師。ペリコーネ・ホイブライン少佐に付き添って惑星シシュターに降りたった。ホイブラインの様子をみて、旗艦をシシュターから遠ざけるよう進言した。超心理物質の爆発により死亡。第209巻。
タカヨ
国立偽造工房首席で、たいそうな美人。ダークブラウンの髪、最新流行の髪形、肌は明るいブロンズの色、青い目。ジョーク・カスカルに持たせる偽造資料の作成を指揮した。第209巻。
ダグマル・オユタン
《オーヴァラック》乗員。3432年時点で30歳のアジア系の女性で、キッチンとポジトロニクスの管理を担当。寡黙で自信家。テラニア・シティ生まれでジョーク・カスカルとは大学の旧友。第205巻。
タジリ・カゼ博士
時間遠征隊の一員。エルトルス人の数学者で、破砕フィールドの専門家。もとは惑星エルトルスに住んでいたが、反体制的発言で秘密警察に逮捕され、その後地下組織カラム・ブートンに助け出されそのままテラに亡命した。左巻きのカタツムリの殻のコレクター。第212巻。
タシン・ガセット
ラパリストのハイパー物理学者。背が低くがっしりしており、ネズミ色の薄い髪、出目気味。第206巻。
タスッキ
アラン・D・マーカントの次席代行。階級は将軍。第204巻。
ターチャ・トロフ
アキム・トロフの妻。第203巻。
ダート・ムーア
衛星カリストに設置されたアクトロン・ムスポエルンの住居の保守点検を担当する技師。第208巻。
ダニエルソン
土星の衛星ミマスのパラ心理病院に勤務する女性。太陽放射線の影響で失神した。第211巻。
ダンカン
カリスト実験コマンド司令の少佐。衛星カリストに設置されたアクトロン・ムスポエルンの住居に関しての責任者。爆発事故を報告した。第208巻。
チェスターハム
オリンプ駐在の太陽系秘密情報局少尉。グッキーの親友。第205巻。
チェック
エクスプローラー船《フェラニア》船長で少佐。有能な将校とされ、いくつかの勲功章をもらっているが慎重さに欠ける。科学者の反対を押し切ってアッカローリー船の周回軌道をブロックしようとし、《フェラニア》の爆散とともに死亡。第208巻。
チェルフ・シドル
グラチア氏族のプロスペクター。遠距離計測部首席。第204巻。
チスレイン・コーデリア
アトランのガールフレンド。第211巻。
チャールズ・グラント
中央銀河ユニオン所属。重病を患う老少佐で、マサラ・スカチスの古い友人の一人。スカチスは逐電する前に彼のもとを訪れ、脱出を容易にするための工作を彼に頼んだ。第209巻。
チルバル・アムストメーア
自称ジョーク・カスカルの知り合い。罠つきの指輪を贈り、カスカルを暗殺しようとした。背が高く黒髪の長髪。口髭、頬髭、顎髭を生やしている。顎髭は山羊なみ。第218巻。
チルー・ロス
ダブリファ帝国の特殊工作員。冷凍人間になりコンテナ街道を通りオリンプから太陽系に潜入したが、通常時間配分システム防衛コマンドに倒された。侏儒めいた顔。第202巻。
チンクグレフ・マッコーレイ
テラを代表するパラメカニカー。見栄えのしない外見。第202巻。
ツイ・タン
都市名クラス軽巡《ピニマラ》艦長で少佐。黒髪、小柄の中国系テラナー冷静な決断と大胆不敵なことで有名。第208巻。
ツナル・エイスベルト
旗艦《インターソラー》《マルコ・ポーロ》首席宇宙心理学者。第201巻。
デイヴ
月基地で太陽の観測にあたっている天文学者。第211巻。
デイヴ・オピイド
トレード・シティ・トランスポート・カンパニーの社員。リバルド・コレッロを積んだ輸送グライダーを操縦していた。敵工作員に襲われたが、機転を利かせて誘拐阻止に貢献した。第218巻。
ディーター・コルヴィン
《オーヴァラック》乗員。商売人。第205巻。
ディーツェル博士
旗艦《インターソラー》勤務の医師。パラ心理学の泰斗で、教授称号を持つ。第217巻。
ティーパ・リオルダン
重武装の3,000隻を率いる宙賊の頭ですぐれた宇宙毒物学者。太陽系帝国の敵対勢力しか襲わない、統一人類理念の信奉者でもある。第二次遺伝子危機のさいにローダンに情報提供し、その報酬として細胞活性装置を獲得、125歳で老化は停止した。テラナーの末裔たちとの間に強力なコネクションがあり、科学者グループとも付き合いがあるため宙賊の装備は最新式のものが多い。身長150センチと少し、猫背で、油圧杖を常備している。歯がなくて義歯もしていない。突き出したあご、鉤鼻など、外見は魔女のよう。白髪は頭のてっぺんで大きく束ねられている。油圧杖は6メートルの高さに飛び上がれる機能があるほか、いくつかの武器や通信機が仕込んである。また、束ねた髪にも通信機やマイクロ兵器が隠されている。メンタル安定脳の持ち主でもある。アトランとは悪態をつきあう間柄。第202巻。
ティマル・オルソロン
太陽系艦隊の古強者で少佐。アラスカ・シェーデレーア、ジョーク・カスカル、アトランの3人にMcD=F2020の操縦法をレクチャーした。第218巻。
ティーマン・ケセリー
「GGGサーカス」所属の調教師。バーロウ・ギデオンいわく銀河最高のウィザー調教師。140歳。第207巻。
ティリス・キルゴア
太陽系秘密情報局特殊工作員。「GGGサーカス」に探りを入れていた。芸人出身。第207巻。
ディルカー
サパ人痴呆化プロジェクトチームの一員。ダブリファ帝国屈指のハイパー・エネルギー専門家。宇宙船で逃げ出す際、痴呆化放射を浴びそのまま恒星に突っ込み死亡した。第201巻。
テッパー・ストックマン
太陽系艦隊大佐。スキレパンキン星系第二惑星クローヴァの艦隊基地司令。第206巻。
テフラ・ベルスキン
ラルゴル・ベルスキンの妻。3433年時点で30歳。第215巻。
デボーナ
旗艦《インターソラー》勤務の大尉。カピン船へむけて遠隔操作でライトニング＝ジェットを操縦した。第211巻。
テム・キッシェズ
警戒巡洋艦《グラノ》艦長の少佐。ラスト・ホープ警戒艦隊に所属し、逃げるリバルド・コレッロを途中まで追ったが、艦の故障により引き返した。第216巻。
デレク・カルボル
カルスアル同盟のエルトルス秘密情報局幹部将校。若く、エルトルス人にしては華奢。エルトル＝コスモビンを利用した情報伝達手段を提案した。バレトゥス中央病院勤務。第203巻。
テルイエッセン
《オーヴァラック》乗員。地質学者。第205巻。
テルセル・フラスカーティ
エルトルス人。カルスアル同盟の三巨頭のひとり。第二次遺伝子危機のさい、ノス・ヴィゲランドが奪ってきた細胞活性装置のひとつをもらった。第200巻。
デルフィンガー
反酸素の製造法を研究している科学者。第208巻。
デルボラヴ・デ・グラチア
プロスペクターの族長で《ロッサ・オベラ》船長。太陽系帝国最高の大学で地質学、鉱物学、合金学を修め、その分野で20年もの実地での経験を積んでいる。11歳のころ宙賊に襲われ両親を殺されるも、プレイ・ブートゼーに助けられた。惑星マヴェリックで救難信号を出し、太陽系帝国にインケロニウムをもたらした。身長201センチ、筋骨たくましい腕、そばかすだらけの顔。3432年の時点で48歳。第204巻。
デンヴァー
ザーレム・グループの技師。アッカローリーと接触し死亡。第201巻。
トッテン・アロン
《ドラグネット》艦長。第202巻。
ドナルド・フレイヤー
旗艦《インターソラー》《マルコ・ポーロ》首席通信士。第201巻。
ドムボワ
「GGGサーカス」所属。人事部長をつとめる。第207巻。
トヨ・アナカイ
旗艦《クレストXII》探知センター主任で少佐。第204巻。
ドリッグス
旗艦《インターソラー》勤務の大尉。ゴシェ・マルン少尉のペットをなでようとして手をひっかかれた。第201巻。
トルメロ
グラチア氏族のプロスペクター。コック。第204巻。
ドレイウイェク博士
考古学博士。エナダ谷で発掘された骨を調べていた。第212巻。
ドレウェル
惑星ラスト・ホープ勤務の少尉。訪問してきたティーパ・リオルダン一行を会議室へ案内してきた。第216巻。
トレック・ラキュエール
旗艦《インターソラー》副長補で少佐。身長2メートルの巨漢で、いつも不機嫌に見える。書類仕事とビューロークラシーが大嫌い。第201巻。
トロイセル
USOスペシャリスト。ロード・ツヴィーブスを輸送船《マタマロス》へ移す任務についていた。第207巻。
ドロステ
グラチア氏族のプロスペクター。やせている。HUSグライダーをテラ艦隊倉庫から盗むのに同行した。第204巻。
トロナル・カソム
エルトルス人。メルバル・カソムの曾孫で、曽祖父と瓜二つ。カルスアル同盟→ダブリファ帝国→太陽系帝国、と3つの艦隊に勤める。《マルコ・ポーロ》次席艦長代行。第217巻。
ドロントゥル博士
ゼロ時間デフォルメーター・プロジェクトの首席サイバネティカー。第217巻。
トント・タトレ博士
エルトルス人で太陽系秘密情報局工作員。バレトゥス中央病院勤務。メルバル・カソムの子孫。スパイ行為がばれて殺された。第203巻。
ナイエン・デンゴル・カサラ
実験船《ロリン》船長。エモシオ航法士。宇宙学の博士号をもち、その分野での業績のためテラニア大学教授の地位とトレタ賞を受賞した。身長2.04メートルと秀でた額。第206巻。
ナターリエ・ウェンドロイ
ケキレ星系の銀河協力相代行。第210巻。
ナトラン・サリシェク博士
新ゼロ時間デフォルメーター建造の主任統制官。組織の統制に関する天才。コンテナ輸送システム建造でもその才を発揮した。中背、薄いブロンドの髪、エネルギッシュな顔つき。第217巻。
ナロ・バイセネット
太陽系秘密情報局大佐。都市名クラス軽巡《ガラポリ》に乗船していた。身長1メートル63センチ、脂肪のかたまりのように全身丸っこく、頭頂部は禿げてて頭皮は黒々としている。小さい青い目、密な眉、老けてしわだらけの顔。第206巻。
ニグダン・バレメ
太陽系艦隊大佐でレジナルド・ブル旗艦《ポセイドン》艦長。第217巻。
ネイマン・コルフ
サパ人。探検ロケット《ヴァンガード》エンジニア兼サイバネティカー。小柄でやせ、サパ人には珍しい蒼白の顔色。フラマン・パンタローネとリットン・アディスの2人を置き去りにしてシャトルで惑星フィルマーから逃げようとしたが、ダブリファ人の攻撃を受け死亡。第201巻。
ネムス・カヴァルディ
旗艦《インターソラー》機関長。背が低く、ふとっており、禿頭、胸までたれている黒髭。第201巻。
ノシュラン
医療惑星タフンの保安将校。階級は少尉。ロード・ツヴィーブスが無断で借りたグライダーの所有者。第211巻。
ノス・ヴィゲランド
エルトルス人。カルスアル同盟の三巨頭のひとり。元USOスペシャリストで、第二次遺伝子危機の際に細胞活性装置を4つ奪い逃走、それを手土産にカルスアル同盟に走った。細胞活性装置保持者。第200巻。
ノーマン・ヨーダー
工作員。ローダンが変装した姿。右耳に1/4秒間隔で光る模造真珠、長い頬髭。第203巻。
ハイラム・カサンディ
太陽系艦隊第67戦略艦隊司令官。名前のみ登場。第202巻。
バーゲナー・ロスラム
惑星カウレッジで農園を経営している男。妻と二人の息子がおり、息子たちは太陽系の有名大学へ進学していった。第210巻。
バスコム・カントン
サパ人。コニアーズ野党党首。宇宙航行プロジェクト反対派で、探検ロケット《ヴァンガード》打ち上げ後、マウス・マカレットにかわり新総統に選ばれるも、その二週間後退陣。第201巻。
パネルスキー博士
ゼロ時間デフォルメーター・プロジェクトの首席エンジニア。第217巻。
ハバス・ベルーダ
旗艦《インターソラー》の連絡将校。階級は少尉。優秀な将校とされていた。自分がカピンに乗っ取られていることに気づき、カピンにショックを与えて追い出すためにローダンに銃を擬した。その結果ロード・ツヴィーブスに銃を叩き落され、ガルブレイス・デイトンに射殺された。第212巻。
ハビー・モーガン
テラニアの太陽系法廷で行われたリバルド・コレッロの裁判での首席判事。第217巻。
パーマー博士
ザーレム・グループの物理学者。第201巻。
ハム博士
ラスト・ホープ勤務。ラスト・ホープの施設内を解説しつつ、ローダンたちをジェフリー・アベル・ワリンジャー教授のもとへ案内した。第216巻。
パトリック・ハワード
スクリュー・ハワードの息子。《インターソラー》勤務。第201巻。
パノトレル候
アーガイリスの皇帝艦隊艦長に扮したローダン。第204巻。
ハリー・フェンチェル博士
フォッサー放射線化学の幹部職員で医学者。フォッサー社長とは遠縁にあたる。海底ハウスに住んでいる。第203巻。
ハル・ガーニッシュ
「GGGサーカス」の三大Gの一人でナンバー3。オーガナイザーで組織作りが得意。身長2メートルを超える巨漢。体つきに似合わぬ甲高い声、手入れの悪い黒髪、胸の辺りまである頬髭。あまり賢いほうではない。上昇志向が強く、マチルダ・グロブヴィッツと結婚したいと思っている。第207巻。
バルク・シュペーケル博士
ジョーク・カスカルの知り合い。惑星ノスモで暮らしている。《オーヴァラック》積荷の値段交渉をした。第209巻。
ハルシー
通報艦《トロンボーン》艦長で少佐。第209巻。
バルソン
第420戦隊所属《オムスク》副長。階級は少尉。第210巻。
ハルテンバッハ大佐
旗艦《インターソラー》とともに惑星ザーレムへ向かった4隻のうち1隻の艦長。ライトニング＝ジェットを出してアッカローリーに接近させた。第201巻。
バルナ・オルフェナー
シガ星人USOスペシャリスト。仮面術の大家。身長15.3センチ。ダブリファの太陽宮に潜入した。第200巻。
ハルパース
太陽系秘密情報局少尉。レジナルド・ブルにカピンが潜んでいると考え、ガルブレイス・デイトンに報告し、ブルの監視の任についた。第212巻。
バルビー
重巡《ティベタ》技術部所属の大尉。太陽系の存在を信じられなくなった乗員たちの代表。任務途中に太陽系近くに立ち寄り、テラが存在しているか確かめるよう艦長に要望を出した。第210巻。
バーロウ・ギデオン
「GGGサーカス」の三大Gの一人でナンバー2。管理人で首席出納係。身長150センチ、禿、髭は黄土色に染めている。インターコスモに故郷の訛りが残る。自称いくつもの難病もちで、車椅子生活を送っている。車椅子は飛行可能で、戦闘力も備えている。第207巻。
バロ・ベルスキン
ラルゴル・ベルスキンの息子。3433年時点で7歳。第215巻。
ハンク
天王星北極にあるロボット操作の小型ステーションに、志願して一人で駐在している退役将校。ハンク・ザ・ハーミス（隠者）と呼ばれる。太陽活動の活発化のため避難した。第211巻。
バン・パチェック博士
時間遠征隊の一員。通称バン＝バン。ハイパー構造カルキュレーターで、六次元物理学と構造転換の専門家。ゼロ時間デフォルメーターの建造にあたってはジェフリー・アベル・ワリンジャーの右腕だった。ウェントワース・ガニッソンとそりが合わない。ヘビースモーカー。第212巻。
ハンラーエン
「GGGサーカス」所属の芸人。第207巻。
ビッグ・ヴィプ・ポスター
太陽系秘密情報局特殊工作員。「GGGサーカス」に探りを入れていた。身長2メートルの巨漢で、顔は老け込み、手入れの悪い髪が肩までたれている。以前は腕のいい動物の調教師で、数年間ノーマッドのサーカスで働いていた。大ケガをしたのを期にサーカスをやめ、太陽系秘密情報局に入った。作戦上の成り行きでマチルダ・グロブヴィッツと結婚。第207巻。
ヒット・クレロン
ダブリファ帝国の特殊工作員。冷凍人間になりコンテナ街道を通りオリンプから太陽系に潜入したが、通常時間配分システム防衛コマンドに倒された。コーヒー色の大きな顔。第202巻。
ヒマ・カスツァント
惑星アステラ出身の第一飛翔戦車コマンド司令。3432年時点で30歳。第203巻。
ヒューバート・S（セルヴィン）・モーリス
大執政官護衛コマンド（SGA）を率いる、ローダンの身辺警護責任者。一流執事風の控えめな態度をとる。貴族風の顔立ち、シルバーグレイの毛虫のような眉。第200巻。
ヒンナー・カブロンツ
旗艦《インターソラー》人事部主任の中尉。第217巻。
ファイファー
「GGGサーカス」所属の芸人。第207巻。
ファオライン・ストラツェイ
サパ人。探検ロケット《ヴァンガード》航法士。妻帯者。惑星フィルマーの衛星軌道に残した母船に詰めていたが、ダブリファ人の攻撃を受け死亡。第201巻。
ファベル・ゴンダー
衛星カリストに設置されたアクトロン・ムスポエルンの住居の保守点検を担当する技師。不注意から生じた事故で反物質と接触し爆死した。第208巻。
ファレル
ザーレム・グループの技師。3431年時点で40歳。第201巻。
フアン・メローネ＝グラチア
グラチア氏族のプロスペクター。《ロッサ・オベラ》の航法士を担当する。グラチア族長の従兄弟。3432年の時点で39歳。第204巻。
フィル・アマント
オリンプの秘密情報局長官でアーガイリスの秘書。中背、ブロンドのちぢれた短髪。第202巻。
フェラート
太陽系秘密情報局員。ロード・ツヴィーブスを輸送船《マタマロス》へ移す任務についていた。麻酔からさめたロード・ツヴィーブスに殴られて怪我をした。第207巻。
フェリー・グリンデル
フォッサー放射線化学の社員で医師。ジョーダン・ペインチェスターの友人。第203巻。
フェルプス・ケルブリーツ
リバルド・コレッロが移動に使う直径100メートルの宇宙船の船長。《インターソラー》のトランスフォーム砲の砲撃で死亡。第209巻。
フェレス・ヘイネスト
中央銀河ユニオンの第三カルファクトール。第200巻。
フォイクト・ゴスリング博士
時間遠征隊の一員。ロボット整備担当。クローディア・チャブロルに惚れている。3433年時点で32歳、身長173センチ。神経質なたちで、なにかをいじるとき手が震えるが、そのくせとても器用にこなす。ヘビースモーカー。第212巻。
フォッサー
フォッサー放射線化学の社長。80歳くらいだが、健康そのもので40代にみえる。第203巻。
プスロ・ラトナー
グラチア氏族のプロスペクター。第204巻。
ブートニガー
USOスペシャリスト。ティーパ・リオルダンとの会合地点へ向かったアトランのお供。スペース＝ジェットのパイロットを担当した。第210巻。
プファーリンガー
重巡《ティベタ》艦長。階級は大佐。第210巻。
ブラディン
破壊された宙賊艦《アルページ》乗組員で、数少ない生き残り。第202巻。
フラマン・パンタローネ
サパ人。探検ロケット《ヴァンガード》船長。ローダンの旗艦《インターソラー》に乗ってコニアーズに帰還後、バスコム・カントンにかわり新総統となる。第201巻。
ブランコン
惑星ジェヴォニアに住むコレッロの手下の一人。ジャングル内の移動可能なステーションの一つを管理していた。ジャングルの動植物にやられて死亡。第216巻。
フラン・シャベル
太陽調査船《サン・ドラゴン》航法長。赤いブロンドの巨漢で、太陽系でも指折りのアマチュア・レスラー。死の衛星からの愚鈍化放射線の影響下にあった際、ロード・ツヴィーブスを挑発し、棍棒で殴り倒され脳震盪を起こし入院した。第207巻。
フランダース
太陽系秘密情報局少佐。カルスアル同盟領域での作戦を担当する工作員で、ノス・ヴィゲランドのしっぽをつかみかけていた。第204巻。
ブラン・フェルンドレン
ケキレ星系艦隊の司令長官。階級は大佐。座乗艦は《カンディッシュ》。第210巻。
プルイデン
惑星プレクール首都ニュー・タコタ駐在のダブリファ秘密情報機関員。アラスカ・シェーデレーアと接触した。アラスカの素顔を見てしまい、発狂した。大柄で日焼けしており、飛び出し気味のダークグレイの目。第210巻。
フルディン
軽巡《エチオピア》の艦長をつとめる少佐。第204巻。
プレイ・ブートゼー
プロスペクターの族長。オーパ・プレイと呼ばれる。デルボラヴ・デ・グラチアの命の恩人。大破したブルー艦から得たインケロニウムの情報を死の間際にデルボラヴに伝えた。第204巻。
ブレンソン博士
ミマスのサナトリウムに勤める医師。第204巻。
フロイド・ユソフ教授
天体物理学者。太陽調査船《サン・ドラゴン》の乗員として招集された。白髪混じりの黒髪が鉢巻のように頭を一巡している。褐色の肌。第207巻。
プロクター
サパ人。《ヴァンガード》計画の技術主任。第201巻。
プロスカウ
太陽系秘密情報局の転送機技術者。《アーチスト・クイーン》に潜入し、転送機の調整にあたった。第207巻。
プロットル
「GGGサーカス」所属の科学者。捕らえたロード・ツヴィーブスの世話係になった。リバルド・コレッロの影響下にある。太陽系秘密情報局に拘束されたが、脳が爆発して死亡した。第207巻。
ペコ・クアザ
《インターソラー》火器管制センターに勤務する少佐。第201巻。
ベセム・カルケック
トレード・シティ駐在のカルスアル同盟大使。大執政官の歓迎会に出席した。第216巻。
ヘディ・ロノルド
ロン・ロノルドの妻。美人で決然としたところのある女性。第201巻。
ベヌス・ハイファイル
中央銀河ユニオンの第一提督。地下組織サレコング所属。サレコング崩壊後は《オーヴァラック》で脱出し、太陽系帝国の客人となった。第209巻。
ヘポン・サイロフェル
ニュートン星系のリアリスト代表で精神顧問。70がらみの落ち着いた人物。身長190センチ以上、繊細な感じの顔、半月状の白髭、黒目、コンタクトレンズ着用。第205巻。
ペリコーネ・ホイブライン
都市名クラス軽巡《アトランタ》艦長で少佐。エモシオ航法士。名誉欲が強い。葉巻愛好者。リバルド・コレッロに捕らわれた際に体内に超心理物質10グラムを埋め込まれ人間爆弾とされた。その後わざと逃がされ、旗艦《インターソラー》に収容された。自分が危険であることを潜在意識で感じ取り、旗艦から降ろして欲しいと懇願した。惑星シシュターにて超心理物質の爆発により死亡。第208巻。
ヘルガード・イーグル
フォッサー社長の首席秘書。ダイビングがうまい。第203巻。
ベルトーザー・シャングテン
リバルド・コレッロが惑星コペルニクスに潜入させている工作員。白髪の男。ラパリストの時間実験について報告した。第208巻。
ヘルプ・イシドニス
火星の執政官。3430年の大執政官選挙立候補者。テラ戦力の積極的投入が持論。第200巻。
ペール・ヘルガーソン
プロスペクター。グンナル・ヘルガーソン族長の長男で跡継ぎ候補。第201巻。
ペレ
引退し、テラに住むプロスペクター。ジョレの親友で独身。小型宇宙船《ドーラ》の所有者。太陽の様子がおかしいのに気づき、ノヴァ化した場合にすぐ逃げ出せるように宇宙船で冥王星に避難した。第215巻。
ヘレーナ・ジーゲンベルク
ジーゲンベルクの妻。カピンに関するローダンの演説を夫とグルッペ夫妻とともにTVで見ていた。第212巻。
ベンクラフト・ライトメリッツ提督
惑星オリンプを占領せんとした、500隻からなる部隊の司令官。旗艦は《ダブリファラ》。ヴァスガ・リークハウスとは知り合い。第202巻。
ベン・フォリンガー
旗艦《インターソラー》通信センター勤務。階級は少尉。クリッフ・ノルトベルクと同部屋。第210巻。
ホガ・メロントゥス
ダブリファ帝国と中央銀河ユニオンの連合艦隊司令長官で、どっしりとした中年男。抵抗運動組織コナン＝タプの一員で、寛容革命に呼応して反乱を起こした。第225巻。
ボーモン
通報艦《トロンボーン》の若い格納庫将校。アラスカ・シェーデレーアの操縦する搭載艇にスタート許可を出した。第209巻。
ホラチオ
ダブリファ帝国と中央銀河ユニオンの連合艦隊旗艦《ドマロ》艦長で大佐。抵抗運動組織コナン＝タプの一員で、寛容革命に呼応して反乱を起こした。第225巻。
ポルカ
グラチア氏族のプロスペクター。もと太陽系艦隊宇宙工兵部隊。第204巻。
ホンクマン＝ジェーム
エナダ谷に住む原住民。周辺地理に詳しい。缶ビールが好物。缶ビールを独り占めするために総員退避後のエナダ谷にあえて居残ったため、ゼロ時間デフォルメーターが出発したあとに発生した異質エネルギー・フィールドによる大惨事で死亡した。第212巻。
マイクル・ブランドナー
レイモンド・ブランドナーの孫。妻と二人の子供がいる。祖父の計画を聞かされ協力を要請されるが断り、事前に阻止しようとした。30歳。第212巻。
マイコ
フィジーのヴィティ・レヴ島の島民でバーテン。原住民に伝わる神話を信じている。ゼロ時間デフォルメーターによる大惨事も、山の神“いと高き者”ウェイコ＝ラを侮辱したために発生したと考えていた。第212巻。
マイザー
重巡《ティベタ》勤務の士官候補生。クリッフ・ノルトベルクと同部屋。第210巻。
マイゼンクラットラー
実験コマンド船《アルノ・カルプ》の士官候補生。ロビフヴォスの奏でる音楽を苦痛による絶叫と勘違いし、警報を発した。第208巻。
マウス・マカレット
サパ人。コニアーズ総統。宇宙航行プロジェクト推進派。退陣覚悟で探検ロケット《ヴァンガード》打ち上げまで時間稼ぎをした。第201巻。
マウントハウス
エクスプローラー船《フェラニア》副長で大尉。船長のチェック少佐の腰巾着。《フェラニア》の爆散とともに死亡。第208巻。
マコル・スバテ
旗艦《インターソラー》所属コルヴェット第一軽戦隊司令。階級は少佐。惑星ジェヴォニアに着陸する大型貨物船に接近するためのコルヴェットを指揮した。第216巻。
マサラ・スカチス
中央銀河ユニオンの艦隊・植民地補給の第一摂政。第一摂政は大臣に相当する。地下組織サレコングの指導者。サレコング崩壊後は《オーヴァラック》で脱出し、太陽系帝国の客人となった。第209巻。
マスターズ
クヌートソンの影武者。第203巻。
マソン・グラミック
旗艦《マルコ・ポーロ》の十六デッキ機関室に勤務する士官候補生。私物として未完成ロボットであるフォリー・ウッターを持ち込み、いろいろとトラブルを起こす。まともに付き合ったら精神を破壊される、宙航士に向いていない、選抜試験のミスから旗艦に配属された、などとうわさされている。フォリーのためならクビ覚悟で行動することもある。やせたのっぽ、絵筆の穂のような頭髪は明るいブロンド、顔はたいてい赤く、小型プロペラに似た大きな耳。この耳のため、あだ名は“飛行家”。第226巻。
マチルダ・グロブヴィッツ
「GGGサーカス」のトップ。略してMGと呼ばれることもある。身長2メートル近く、痩せており、スタイルがよくないのでバイオプラスト素材で一部ごまかしている。野太い声、しわだらけの顔、似合わないのにミニスカートを好む。23回結婚経験あり。年齢は100歳。醜女であるが、自信にあふれ、挑発的。ビッグ・ヴィプ・ポスターを24人目の夫に選んだ。第207巻。
マニュエル・ムノ
旗艦《インターソラー》勤務のパラメカニカー。ペリコーネ・ホイブライン少佐に付き添って惑星シシュターに降りたった。超心理物質の爆発により死亡。第209巻。
マーベル・ペインチェスター
ジョーダン・ペインチェスターの妻。若い美人。第203巻。
マモス・トペイ
リバルド・コレッロの配下。コレッロのキャビンに気づかれないうちに入ってしまい、コレッロが見られたくない場面を見てしまったために殺された。第209巻。
マリア・グルッペ
グルッペの妻。カピンに関するローダンの演説を夫とジーゲンベルク夫妻とともにTVで見ていた。第212巻。
マリア・チェドリッツァ
軽巡《アトランタ》副長ワイレ・ルドフ中尉の許婚。名前のみ登場。第208巻。
マリア・ヘルガーソン
プロスペクター。グンナル・ヘルガーソン族長の第二夫人でペールの母。第201巻。
マーリー・コートー博士
太陽系秘密情報局少佐。中背、ブロンドの髪。第202巻。
マルギット
クリッフ・ノルトベルクの恋人。地球に住んでいる。名前のみ登場。第210巻。
マルサラ
ラグナレック・スペース・ポート通信センター責任者。階級は大佐。第216巻。
マルター・プレスト博士
時間遠征隊の一員。宇宙心理学者で、チームの精神状態の管理にあたった。身長2メートルほどの巨漢で、3433年時点で68歳。チームの皆にマルティと呼んでくれと言ってくる。第212巻。
マルトル
惑星ヴィンツァに駐留していたUSO工作員。コレッロの催眠暗示により理性を失った。第204巻。
マルニー・デカンプ
デカンプ星系の惑星ドライ・ゲアに住む赤毛の美少女。デカンプ星系を発見した家系に属する。ローダンの影武者ロボットの接待をし、一緒にグライダーで4時間ほどドライブにでかけた。第218巻。
マルノス・リダー
ジュヴィヘイン・セクターの中継ステーションBORG=CC=171に2年の任期で勤務している男。第210巻。
マンツ・サン
ダブリファ帝国の特殊工作員。冷凍人間になりコンテナ街道を通りオリンプから太陽系に潜入したが、通常時間配分システム防衛コマンドに倒された。黄色い顔。第202巻。
ミルレット
USO巡洋艦《マタロ》艦長。第200巻。
ムロック・エベネル＝グラチア
グラチア氏族のプロスペクター。デルボラヴ・デ・グラチアの祖父の叔父。白髪の老人。第204巻。
ムンル・ドラベル
カルスアル同盟のエルトルス秘密情報局幹部将校。中年の巨漢。第203巻。
メネシュ・クルチン
身長205センチ、ヌビア生まれの巨漢アフロテラナー。元巡洋戦艦《ゴナパラ》艦長で《マルコ・ポーロ》第一巡洋小戦隊司令。《ゴナパラ》単艦でブルー族の捕虜収容所からテラナー捕虜2,000名を救出した経歴を持つ。第225巻。
メル・イエーガー
水星北極施設の電流供給設備の保守点検を担当する技術者。第205巻。
メルゲンバッハ
USOスペシャリスト中尉。惑星マヴェリックにおいて、ヘルゴン・エトランの残したマイクロ映像テープを発見した。第204巻。
メルシン・クーサ
ダブリファ帝国工作員。年齢は60〜80歳ほど、頭の皮膚がかすかにグリーン、日焼けしたしわだらけの顔、褐色の目。一級ナヴィゲーターと称する。第202巻。
メロディム・グランナー
都市名クラス軽巡《アトランタ》首席軍医。葉巻の愛好者で、好きな銘柄はブラック・レディ。惑星ガラネルから逃げ出すときに頭を吹き飛ばされて死亡。第208巻。
メン＝チェ博士
実験船《ロリン》の首席宇宙心理学者。第206巻。
メントロ・コスム
エモシオ航法士。身長2メートル近いやせた体、赤褐色の肩まで届く髪。カピンの走査インパルスを察知できる特殊能力を持つ。自作のまずい詩を披露するのが趣味。3440年時点で40歳ほど。初登場時は少佐。《マルコ・ポーロ》次席航法士、《ソルセル＝1》艦長。セクエスト・コスム＝ヴランゲという《ソル》生まれの息子がいる。第225巻。
モーグ・ロスラム
バーゲナー・ロスラムの息子。太陽系の大学で学んでいる。第210巻。
モケル・アファンチ
カリム・アファンチの弟。艦隊に勤務していたが戦闘で死亡。第203巻。
ヤグセフ・アカダニー
惑星アブダンユグ生まれの中佐。テッパー・ストックマンの代行。第206巻。
ユク・トルシアー
中央銀河ユニオンの第一計算官。ポジトロン計算ステーションの長官で、地下組織サレコング所属。サレコング崩壊後は《オーヴァラック》で脱出し、太陽系帝国の客人となった。第209巻。
ヨナー・ガリコ
「GGGサーカス」の宣伝責任者。探りを入れにきたティリス・キルゴア、ビッグ・ヴィプ・ポスター両名と飲みにいき、酔いつぶれた。第207巻。
ヨルゲ
太陽系秘密情報局の連絡員。第205巻。
ライゲン・タイプラー
実験船《アルノ・カルプ》の艦長で中佐。がっしりした体格、黒髪。第208巻。
ラインコ・ハマーズ
都市名クラス軽巡《ガラポリ》艦長。第206巻。
ラヴァンテ
USO少佐。アトランがティーパ・リオルダンに誘拐されたことを報告しにきた。第210巻。
ラゴーナ
実験船《アルノ・カルプ》航法将校。士官候補生。軽巡《ピニマラ》に乗船し、ゴースト星系まで案内役をつとめた。第208巻。
ラスキン
スナックの主人。第215巻。
ラコフスキー
ザーレム・グループ通信士。第201巻。
ラタム・ピロネス
中央銀河ユニオンの秘密カルキュレーション・コマンドの第一カルキュレーター。惑星ルディンに降り立った《オーヴァラック》を臨検した。背丈と肩幅が同じくらいに太っている。髪は頭頂部にわずかに残るだけでほとんどなく、声は低い。第209巻。
ラフェル・ゴルダル
エルトルス秘密情報局の工作員。カリム・アファンチを勧誘した。第203巻。
ラブラン
医療惑星タフンの通信センター長。タン・デフーターに通報巡洋艦《ラリー・ランダル》の到着を知らせた。第211巻。
ラミル
ダブリファ帝国と敵対する抵抗運動組織コナン＝タプの一員。貴重な情報を組織に届けるべく首都ダブリファラに潜入、連絡員に情報を伝えたのち秘密警察に射殺された。名前は死人の名を借りた偽名。第225巻。
ラルゴル・ベルスキン
引退し、テラに住むプロスペクター。3433年時点で60歳。太陽の様子がおかしいのに気づき、ノヴァ化した場合にすぐ逃げ出せるように宇宙船で冥王星に避難した。妻テフラと二人の息子オルゲルとバロがいる。第215巻。
ラルスマイヤー
ミマスの転送機を担当する首席エンジニア。マーカント殺害の余波を受けて死亡。第204巻。
ランサム
艦隊の太陽系科学部所属。太陽の紅炎のサンプルを収集しに出撃したスペース＝ジェットの乗員。第224巻。
ランチョルド
惑星アンコロートの猟師。主にツヴィーゼルを狩って生計を立てている。第205巻。
リオンツィ
ミニツォ星系を封鎖していたダブリファ艦隊司令官。肩幅が広く背の低い、農夫然として人がよさそうな外見。第204巻。
リットン・アディス
サパ人。探検ロケット《ヴァンガード》通信士。フラマン・パンタローネとともに生きてコニアーズに帰還。《ヴァンガード》乗組員のなかでは比較的若く、血の気が多い。第201巻。
リツ・パンシェン
ダブリファ帝国工作員。コナン＝タプのメンバーに偽装した7名の指揮官。サレコングに偽情報を提供するための通報艦に乗っていたが、《インターソラー》に拿捕された。第209巻。
ルーター
旗艦《インターソラー》勤務のパラメカニカー。ペリコーネ・ホイブライン少佐に付き添って惑星シシュターに降りたった。気性が激しい。超心理物質の爆発により死亡。第209巻。
ルドルス・カンパチン
カピン船突入コマンドに参加していた軍曹。カピンに一時的に乗っ取られていた。第212巻。
ルードルフ
実験船《アルノ・カルプ》航法将校。階級は少尉。軽巡《ピニマラ》に乗船し、ゴースト星系まで案内役をつとめた。第208巻。
ルポ・カッツーリ
ダブリファ帝国の特殊工作員。冷凍人間になりコンテナ街道を通りオリンプから太陽系に潜入したが、通常時間配分システム防衛コマンドに倒された。第202巻。
ルネメ・シルテル
エルトルス人。カルスアル同盟の三巨頭のひとり。第二次遺伝子危機のさい、ノス・ヴィゲランドが奪ってきた細胞活性装置のひとつをもらった。第200巻。
レイモンド・ブランドナー
地球でも指折りのトマト栽培家。カリフォルニアのデスヴァレーでトマトを栽培していたが、質の悪いトマトしかできなくなった。それをATGフィールドのせいだと考え、水星にある主干満転換システムの破壊をもくろんだ。120歳。第212巻。
レクス・カラルド
リバルド・コレッロの腹心の少佐。ヒュプノ影響下にはなく、自由意志でコレッロの配下となった。潜入したセイコン・ハシェイとコンタクトをとるべく太陽系付近で待機していたが、座乗艦を《インターソラー》に撃墜され死亡。第205巻。
レスカ・ロコシャン
カマシュ人でパトゥリ・ロコシャンの祖父。正式名はレスカ・ナナロンソヴエ・ケリモント・サグリマット・ロコシャン。カマシュのファウナマイスター（動物関係の責任者）で、本人いわく、動物に関してはオリンプと太陽系惑星の住民すべてをひっくるめたより多くを知っている。「ダリー・ホーレの燃えさかる雲にかけて！」が口癖。筋金入りの臆病者。身長140センチ程度、金色がかった褐色の肌、鼻は鷲の嘴のよう。目はブルー、髪はグリーン。第239巻。
レスリー・ベンド＝エイド
経験豊かな人としてワリンジャー博士とともに名前を挙げられていた人物。ロード・ツヴィーブスの輸送の付き添いを2名より多くすべきだというカイル・マックルアの主張に賛成した。第207巻。
レッドスキン博士
ザーレム・グループの一員。仲間が逃げる時間を稼ぐため、自らアッカローリーに誘拐されるが、途中で解放される。第201巻。
レヌス・アハスペレ博士
《インターソラー》首席物理学者。第201巻。
レンタ・マルクス
ダブリファ帝国と敵対する抵抗運動組織コナン＝タプの一員で、オマリン・リグツタ教授の助手。ラミルから情報を受け取り、オマリン・リグツタに伝えた。その後連合艦隊旗艦《ドマロ》の乗員として潜入し、ダブリファの親衛隊ロボットのプログラミングに手を加えた。第225巻。
ロイロ・キュプン
水星上のハイパートロン注入システム担当の時間エンジニア。太陽からのエネルギー供給が途絶え、ATGフィールドが消滅したときの当直だった。第217巻。
ロガラ
ダブリファの代行をつとめる将軍。寛容革命で革命軍に投降した。第225巻。
ロザー・サキレイト
中央銀河ユニオンの第二カルファクトール。第200巻。
ローディ
グラチア氏族のプロスペクター。第204巻。
ロドリゲス
中央銀河ユニオン艦隊司令長官。ジュリアン・ティフラーとコンタクトをとり、太陽系帝国とことを構えるつもりはないことを伝えた。第225巻。
ロニー・スコッチ
旗艦《インターソラー》第三酒保主任バーテン。グッキーの入った営倉に酒を持ち込んだ。第225巻。
ロビンソン2世
ロワ・ダントンがメルコシュに名乗った偽名。第224巻。
ロフコ博士
実験船《アルノ・カルプ》首席船医。体重100キロほど。第208巻。
ロブ・ホフセス
サパ人痴呆化プロジェクトチームの科学主任。大きな目と長い顔、なで肩、歩くときに左足を引きずる。宇宙船で逃げ出す際、痴呆化放射を浴びそのまま恒星に突っ込み死亡。第201巻。
ロベール・ハナニア
《オーヴァラック》乗員。エンジニア。第205巻。
ロムス・カジネット
20代半ばの若いラパリスト科学者。肩幅が広い。フィールドライン・カルキュレーター。第206巻。
ロモン・モクソン
ティーパ率いる宙賊旗艦《ドレッドフル》の通信士。第202巻。
ロラック
艦隊の太陽系科学部所属。太陽の紅炎のサンプルを収集しに出撃したスペース＝ジェットの乗員。第224巻。
ローリイ・M・D
ビッグ・ヴィプ・ポスターが以前所属していたサーカスの団長。第207巻。
ロン・テンタシー
第196防衛艦隊指揮官。階級は将軍。第217巻。
ロン・ロノルド
ザーレム・グループの一員でスクリュー・ハワードの代行。3431年時点で80歳、黒髪で派手な身振りの冒険家タイプ。若干太り気味。奥さんのヘディの尻に敷かれている。第201巻。
ワイナント
旗艦《インターソラー》勤務の士官候補生。素顔を見られないようヘルメットを布で覆ったアラスカ・シェーデレーアをキャビンまで案内した。第209巻。
ワイレ・ルドフ
軽巡《アトランタ》副長で中尉。地球に両親姉妹、許婚がいる。惑星ガラネルから逃げ出すときに胸を撃たれて死亡。第208巻。
ワッツ
サパ人痴呆化プロジェクトチームの一員。捕虜の連行など、主に雑用をこなす。宇宙船で逃げ出す際、痴呆化放射を浴びそのまま恒星に突っ込み死亡。第201巻。
ワルター・マリア・カニング
太陽系秘密情報局の無線解読作業責任者。ダブリファ帝国の船が破壊される前に発した無線を解読し、その内容をローダンに伝えた。第218巻。

### トプシダー
エクナ・クヌール
大執政官の歓迎会に出席したトプシダー。傭兵隊長でずばぬけた偉丈夫。階級は将軍。アルコン女性のコネトラ提督に恋をしていた。ヒューマノイドと同じように服を着て動けるように、子供の頃に尾の切断手術を受けている。第216巻。

### ネアンデルタール人
クルー
ネアンデルタール人の1グループの新指導者。第218巻。
クルード
ネアンデルタール人の1グループに所属する男。見張りをしていて、“でかいの”の襲撃を知らせた。第218巻。
モルー
ネアンデルタール人の1グループを率いていた指導者。老いたのち、クルーに指導者の座を譲って引退。“でかいの”の襲撃があったさい、殺された。第218巻。

### ハルト人
ランコス・オフム
科学者。仲間3人とともに惑星ラスト・ホープへ赴き、セクスタゴニウム生成実験を行ったが失敗した。第216巻。

### ミュータント
タクヴォリアン
紀元前20万年ごろの地球で、タケル人によるCEK=LA=Mシリーズ第193実験から生まれたミュータント。対象の時間の流れを自在に速めたり遅らせたりするモヴェーター。最大で50倍早めたり遅くしたりできる。能力に気づかれず失敗作とされ、コンヴァーター送りになるところをオヴァロンが引き取った。毛並みは絹のような明るいブルー。尾は派手な黄土色。ひづめと踝の間のカールした長い毛は白の混じった黄色。上半身はきゃしゃで貧弱。知能は高い。本物の馬に見えるように、馬マスクをかぶっていることもある。第219巻。
パトゥリ・ロコシャン
正式名はパトリ・シャングリノンスコウエ・バトゥラチノ・サグリマット・ロコシャン。パシャ・バザロクと呼ばれることもある。カマシュ人で、太陽系秘密情報局の異知性体部門所属。どんな生物のメンタリティもふたごとしてうまれたかのようにコピィできるサイココピィストの能力を持つ。オリオン・セクターのダゴルのチャンピオンでもある。身長140センチほどのやせ細った体、金色がかった褐色の皮膚、髷に編んだグリーンの髪、毛虫のようなグリーンの眉、銀色の爪、鋭い鷲のような鼻、青い目。先祖代々ロコシャン家に伝わる神像ルログを持ち歩く。第217巻。
バルトン・ウィト
商船《ドルダ》の船長だった自由商人。不時着した惑星テクマでカピンの機械都市を発見、3世紀を過ごす間にテレキネシスを獲得し、ミュータント部隊員で特別将校となる。カピンにのっとられた人物の識別も可能。のちに細胞活性装置を獲得する。身長192センチ、どっしりとした筋肉質の体格。赤い髪は肩までたれている。3世紀のうちに惑星テクマの薄い大気に適応し、胸郭が大きくなった。第234巻。
メルコシュ
マースバルという島宇宙のアヘイク星系オプロノス出身のオプロン人。通称ガラス男。透明な皮膚を持ち、骨や内臓が見える。足の指は6本あり、間に水掻きの名残がある。身長は2メートルほど、やせて細い体をもち、ダークグリーンの目玉は直径6センチ。口から20センチほどの象の鼻のようなものを伸ばし、そこから五次元インターヴァルエネルギーを放射する「悪しき声」で物体を破壊できる。元は時間旅行できる「夢瞑想」という能力を持っていたが、時間ランナーに捕らわれた際にその能力は消失。紀元前20万年ごろ、土星の衛星タイタンにあるオヴァロンの秘密基地にロワ・ダントンとともに捕らわれていたところを時間遠征隊に救出され、以後はテラナーと行動をともにした。第224巻。
リバルド・コレッロ
キタイ・イシバシとジェヴォレニー・タツトゥンの間に生まれた、スーパー・ミュータント。細胞活性装置保持者。個体過給器、テレパス、ヒュプノ、テレプシマット、クインタディムトラーファー、エモシオレンカー、超心理物質の生成と多彩な超能力を発揮し、銀河征服をもくろんだ。そのヒュプノ能力はアンティすら支配下に置くほど強力。エモシオ航法士としてもずば抜けた能力を持つ。脳が異常に発達し、頭蓋の直径は51センチ、身体は78センチ、1歳半から2歳の幼児の体をしている。髪はなく、赤褐色の皮膚の下には青い血管が網の目のように浮き出している。目は直径8センチ。
頭部支持架がなければ頭を支えていられず、自力歩行は非常に困難で、通常は装甲トロプロン製の飛行可能な“龕”（ずし）に乗って移動する。“龕”は高さ4メートルほどの箱状。思考インパルスで動作し、快適に過ごせるようさまざまな設備と、HÜバリアがついている。着ている金色のコンビネーションは脳インパルスを9.7倍に増幅する。重度のエディプスコンプレックスであり、“龕”にエネルギー性保存された母親の遺体を収納して時々それに話しかける。
ローダンたちとの戦いに敗れたのち、精神治療を受け新ミュータント部隊の一員となる。そのさいクインタディムトラーファーとエモシオレンカーとしての超能力は失われ、テレプシマットの能力も転送可能重量750グラム、射程40キロメートルにまで弱まった。のちにメルセイレに好意を抱き、プロポーズした。

### レムール人
アストロン・ドプリス
要塞都市オレガリスのタム評議員。長身の老人で、髪は灰色、黒い目。タム評議会のリーダー格でオレガリスの最高権力者。第213巻。
カタロ・オソノトン
飛行船《アルゴン》司令兼航法士。精悍な顔つきの若い男。第214巻。
ガトゥン・カネシス
要塞都市オレガリスのタム評議員。港湾防衛担当。目に狂信的な光を宿した長身痩躯で黒髪の若い男。第213巻。
クイラ・アファシス
要塞都市オレガリスのタム評議員。河川輸送担当。どっしりしたからだつき。やや年配で髪は灰色。落ち着いた、ひかえめな印象を与える。第213巻。
シェンク
蒸気船の機関士。第213巻。
トーラス・カホム
老水先案内人。アルガザトから船を守るスペシャリスト。第213巻。
ノサ・カプリノス
要塞都市オレガリスのタム評議員。内陸補給担当。第213巻。
ハティ・イシトニス
要塞都市オレガリスのタム評議員。食料担当で数学者。背中の曲がった白髪の老人。第213巻。
ムイ・サリソノス
要塞都市オレガリスのタム評議員。都市防衛担当。第213巻。
ラヴァス・ラソニー
ジョーク・カスカルたちのシフトがプレビオたちの襲撃から救った輸送隊の責任者で、“タロ”と呼ばれる身分。ローダンたちを要塞都市オレガリスに連れて行った。身長192センチの長身で鍛え抜かれた体つき、灰色のまっすぐな肩まで届く髪、金褐色の肌、黒い目。第213巻。
ラルガド
要塞都市オレガリスの将校。ローダンたちを出迎え、タム評議会へと案内した。第213巻。

### ロボット
アシ
人間そっくりの外見と表情、それに高度の知性を備えたロボット。イワン・マルコフ提督の護衛役をつとめた。第239巻。
アンソン・アーガイリス
35世紀時点における自由商人の首長（皇帝）。30世紀には既にその座にあった。実体は有機意識を持つヴァリオ=500型ロボットであり、太陽系秘密情報局に属している。SAC鋼でつくられたロボット本体はわずか52キログラムで、卵型の基礎部と探知頭部、四肢制御部からなり、それらを内臓まで精巧に作られたバイオ・マスクの肉体がおおう。その力はハルト人よりも強く、反重力エンジン、バリア、分子破壊銃、ニードル銃、ZFKロケット弾などを装備している。主任務はテラとオリンプを結ぶコンテナ転送システムの防衛・管理であるが、緊急時には自ら出撃する事もあり、アーガイリスを含め変装用マスクがオリンプ地下の秘密基地に48体用意されている。その意味ではヴァリオ=500は大規模保安システムの端末ともいう事ができる。アーガイリスの時の容姿は、身長2メートル、体重89キログラムの筋骨隆々たる巨漢で、肩までとどく髪は頭の真ん中で指2本分の幅の剃り跡で分けられている。第202巻。
情報調整官
太陽系艦隊本部の巨大インポトロン脳。使用されている細胞プラズマは数トン。球型殻の蜂窩状ブースのひとつに納まり、球型直径は4キロメートル。内側の空洞部の直径は3キロメートルで、なかは無数の立体ヴィデオ・プロジェクションが浮遊している。第204巻。
スヌーピー
ハンクの飼っているロボット犬。第211巻。
タイタン
高さ200メートルの巨大ロボット。ローダンがトレード・シティを訪問したときの歓迎式にのみ使われた。外見はテラの宇宙兵にそっくりだが、戦闘力はない。第216巻。
パフル・ジンツァ
ヴァリオ=500の48のマスクのひとつ。人間商人。秘密情報機関が誘拐し目的を達したあと持て余している捕虜を買取り、身代金をとって釈放する。これは実在の人物の模倣であり、本物は精神改造処置を受けおとなしい商船員として暮らしている。外見は90歳くらい、肩幅は広く、白髪、青い目、大きな鉤鼻に青黒い傷痕が2つ。大の犬好き。第207巻。
フォリー・ウッター
マソン・グラミック候補生の私有未完成ロボット。ホイスラー社のあるモデルのプロトタイプで、廃棄されるところを2,500ソラーで買い取り《マルコ・ポーロ》に私物として持ち込んだ。最初は長円の胴体に皿状の頭の部分だけであったが、いろいろ部品を調達してしゃべったりかろうじて歩いたりできるようになった。グラミックが調達した足は左右の長さが違ったため、しょっちゅう転倒する。自身を完成させるため、口を開くたびに必要部品を探してきてほしいと訴える。トラブルメーカー。第226巻。
フローリーモンス
ポセイドン
紀元前20万年ごろ、土星の衛星タイタンにあるオヴァロンの秘密基地でロワ・ダントンとメルコシュの世話をしていた浮遊ロボット。ダントンはポセイドンと呼んでいたが、メルコシュはヒュブシェルと呼んだ。第224巻。
マウシ
モーリス大佐の乗った通報艇の特殊ポジトロニクス。第206巻。
マルタ
カリム・アファンチの自宅で使われている美少女ロボット。アファンチいわく完璧なパートナーで従者。第203巻。
ムンクンク
惑星テクマにあるガンヤス人の機械都市にいたロボット。そこへ不時着したバルトン・ウィトの面倒を見た。植物を思わせるグリーンの体に銀色に輝く甲冑のようなものを身につけている。目は青く光る視覚レンズ。第234巻。
ヤルゴ・カポタン
ヴァリオ=500の48のマスクのうちのひとつ。すらりと長い手足、引き締まったからだ、ばねの入ったような歩きぶり。顔は黒檀色、短く刈った青黒い髪、かすかにまくれあがった唇。身分は自由商人の大公。第202巻。
ルーファス・スティール軍曹
オリンプ秘密情報局所属のロボット。バイオ・フォリオのマスクをしており、人間そっくり。第207巻。
“老人”
ロビフヴォス
アクトロン・ムスポエルンのもつ従者ロボット。太い瓶に頭部と手足がついたような格好。頭部は8センチの球型で、短くて細い脚部は4本、皿状の足、6本の腕を持つ。身長70センチ、一番太いところの直径は25センチ。気安い調子で話し相手になったり歌を歌ったりなど、ムスポエルンを主に精神面でサポートする。第206巻。
ロブ
テッパー・ストックマン大佐の部屋つきロボット。第206巻。

### その他
ウィスパー
惑星クサル出身の長さ1.2メートル、幅70センチの繊細で透明な織物のような共生体。輝く200ほどの器官がある。死にかけていたところをローダンに救われた、種族最後の生き残り。最低21日ごとに全身をたんぱく質を含む液体に浸さなければならない。ローダンの感覚印象の強さと思考プロセスの速度を3倍にする。強化された視力は赤外線を探知でき、闇の中でもものが見えるようになるほど。テレパシーも強化されるが本来のテレパスほど強くはならない。第200巻。
カサマ
メルセイレの馬。癇の強い混血の雌馬。第219巻。
キトマ
3434年に初めて惑星ジェヴォニアで遭遇して以来、たびたびアラスカ・シェーデレーアの前に現れる謎の少女。痩せた、黒い長髪に大きな目。第217巻。
サー・アントニー
紀元前20万年ごろの惑星ツォイト出身の生物。タイモナーともアントンとも呼ばれる。アヒルのような体つきで、翼以外は羽毛に覆われておらず暗褐色のざらざらした皮膚が見える。くちばしはなく、恐竜のように突き出た吻の先に大きな鼻の穴が二つ。2つの目はテルコニット・ブルーに光る。タジリ・カゼがその卵を左巻きのカタツムリと間違え、現在に持ち帰ったところ孵化した。成長速度がとても速く、生まれたときはほんの10センチほどだったが、たちまち成長し数日で小象ほどに成長した。成長した状態から越冬卵の形態に戻ることができる。片言ながらインターコスモを話す程度の知能がある。第223巻。
ジャイボ
混血のトパー。エシボン・ヘリヘットのペット。6本の長い足、ライトブラウンの体毛。第210巻。
ヒッケハック
ゴシェ・マルン少尉の飼っている動物。針のないハリネズミそっくりで、ほとんど動かず眠ってばかりいる。土星の衛星の産だが、そこが原産の動物ではない。どんな大気でも生きられ、どんな食物も摂取可能。かなりの知性もそなえている。第201巻。
ピプシ
デンヴァーがかわいがっていたウルバ。ウルバとは、惑星ザーレムの原住生物。長さ1メートルの黒い装甲いも虫。アザラシを思わせる姿と動き。人間に慣れている。第201巻。
プクシュ
レヴトロンの馬。黒の雄馬。第219巻。
ルヴァシュ
レヴトロンが飼っているキュクロプス。脳にパラメカ受信機が仕込んであり、レヴトロンはこれでルヴァシュを操る。第219巻。
ルログ
ロコシャン家に先祖代々伝わる神像。細かいひびが無数に入っている青緑色の小立像で、脚をのぞく高さは30センチ、腹は卵状、頭部は直径15センチ、短い腕が2本頭部からつきだしている。脚は10センチほど。しゃべることができ、“魔法”も使える。その正体はかつてアンドロメダ星雲で遭遇したロボット、ラッキー・ログ。第217巻。
ロード・ツヴィーブス
トンガ海溝の海底にあったカピン施設内で、生物物理学的深層睡眠状態で20万年前から保存されていた擬似ネアンデルタール人。身長2.2メートル、肩幅1.5メートル。短い頑丈な足、長い腕、筋肉質の体で、全身が黒褐色の毛で覆われている。足も速く、嗅覚は犬、視力は鷲、聴力は大山猫並。知性も現生人類にひけをとらない。カピンを察知する能力もある。本能的に危険を察知する能力が高く、本能監視役と呼ばれる。木の棍棒風の武器など、原始人風のいでたちを好む。第200巻。
ワイロキ
パレイタンの馬。混血、シルバーグレイの毛並み、明るいブルーのたてがみ、ダークブルーの尾。第219巻。

## 大群サイクル

### 大群

#### カルドゥルス
イザンティムル

クレイク・イクレイキモン

コルクト・イザムテレ

ユクラントミュル

#### ゲディンカー・クロク人
タホンカ＝ノ

#### サイノス
シュミット

タンファクト・アウベルヒェレ

ノストラダムス

### テラナー
オラーナ・セストレ

ホルトガン・ロガ

### ミュータント
イルミナ・コチストワ
メタバイオ変換能力者でキルギス系テラナー。細胞の配列や構造を一瞬にして組みかえることが出来る。優秀な生化学者でもある。中背で優美な体つき、豊かな胸、黒い大きな目。第261巻。
タッチャー・ア・ハイヌ
aクラス火星人。インスピラントで、ダライモク・ロルヴィクの精神を安定させる。
ダライモク・ロルヴィク
チベット人とサイノスとのハーフのマルチミュータント。アルビノで太め。

### その他
サンダル・トーク
エクソタ＝アルファのクレーター家の当主で、フルネームはサンダル・トーク・アサン・フェイモア・サク・サンダル＝クレーター。故郷を大群のパープル人に侵略され、復讐を誓う。身長190センチ、肌の色はアコン人の祖先から受け継いだ薄褐色、白い頭髪、瞳は黄金色。武器として弓矢を好み、200メートル先の敵に対しても百発百中の腕前。幼いころ後頭部にひどい怪我を負ったせいで、メンタル安定性を獲得した。第256巻。
シェF

## 旧ミュータントサイクル

### アスポルコス
ヘイドラク＝コート
アスポルコスの科学者。母星に着陸した宇宙船（テラのエクスプローラー船）の中を調査中、同僚が誤って設備を操作したため船が発進し、テラに到達した。彼は“苦悶の声”に乗っ取られており、テラで大混乱を引き起こした。

### テラナー
ノスラ・スピッツァー
戦艦《モストノフ》艦長。
ボウント・テルヘラ
太陽系艦隊元帥、第43内郭セクター艦隊司令。3352年生まれ。3444年8月の大執政官選挙に立候補した。手段を選ばず当選しようとしてローダンの暗殺計画を練るなどしたが、結局落選した。
ムニショ・アース

### ハルト人
トンドル・ケルラク

### レムール人
ヴァウフ・オナクロ

## 宇宙のチェスサイクル

### デュイント人
トラシュティン
ヘルタモシュの側近で軍人。戦いで脳死状態になったため、ローダンの脳が移植される。
ヘルタモシュ
次期レイチャ。ローダン＝ハクチュイテンを保護し、親友となる。

### テラナー
ゴシュモ＝カン

コル・ミモ
本名マルコル・デ＝ラパル。ゼロ時間デフォルメーターを使ってタイム・パラドックスを起こし、PAD病を防ぐ。その後ローダンの脳を取り出してナウパウム銀河に転送させる。

### ハルト人
テレンギ＝サン

### ペトラクツ人
ガイト＝コール

### ペルトゥス
フルロック

### ヤアンツトロン人
ゼノ
アッカローリーの脳を持つヤアンツトロン人。
チャトロ
ナウパウム・レイチャト帝国のレイチャ（首席）。
ドインシュト
脳移植医。脳マーケットでローダンの脳を発見し、大猿型の従者種族ボルティンの体に移植する。
ハクチュイテン
サイナック脳密売人。ドインシュトによってローダンの脳を移植される。

### ユーロク
トリトレーア
サイナック・ハンター。ローダンを捕らえるため追跡するが、ローダンが犯罪の犠牲者であることを知り同情する。
ノク
サイナック・ハンター、反体制組織のリーダー。

### その他
オントイド

カリブソ

## 公会議サイクル

### スプリンガー
レティクロン

### テラナー
イーゲル・ホシュトラ

ロナルド・テケナー
USOスペシャリスト、初登場時の階級は大佐。2373年生まれで、36歳の時に細胞活性装置を発見、装着した。顔に“ラサト疱瘡”の跡が残る。危機に陥ると微笑む癖があり、スマイラーと呼ばれる。無類のギャンブル好きでもある。第340巻。

### プロヴコナー
ロクティン・パル
反ヘトス抵抗グループのリーダー。

### ラール人
ホトレノル・タアク

## アフィリーサイクル

### アコン人
ジャジャンヌ・アル＝リ
アコン大評議会の評議員代表。黒い髪の美女。ミトラ・クィノオに好意を持った。第362巻。
テイ・ス・カッサル
ギャラクティカー会議に出席したアコン人使節団長。第363巻。
ミトラ・クィノオ
自称トラア移住評議会二等書記官。ジュリアン・ティフラーの変装した姿。第362巻。

### アラス
ツォルフ・エ・トレアク
ギャラクティカー会議に出席したアラス使節団長。第363巻。

### アルコン人
アルトラナ・エルガモシュ
ギャラクティカー会議に出席したアルコン人使節団の一員。長身でプラチナブロンドの髪をもった美女。頽廃の影響を受けていない新アルコン人。第363巻。

### アンティ
シャムタル・ケルソン・パアルノク
ギャラクティカー会議に出席したアンティ使節団長。会議場から脱出し、ラール人に会議のことを密告しようとしたが、ヴラトに阻止された。第363巻。
モン
ギャラクティカー会議に出席したアンティ使節団の船の通信士。第363巻。

### カピン
ウェサケノス
イングワロン
惑星ヴェクハルの評議会ヴェクハリアの評議員代表。祖父はテラナーのイングワル・ブレーデル。第361巻。
スクレルウィッシュ
ウェサケノスの護衛艦乗員。第361巻。

ガンヤス人
イヴォルション
オヴァロンを幽閉した施設の保安システム設計者。有能なロボット心理学者で、ハテルモンの叔父。第361巻。
ヴォルシュモン
科学者。ウェサケノスたちの宇宙船にオヴァロンの封印を施すために《ガンヨハ・マッソ》に乗って出向いた使節団の一員。第361巻。
エピドロン
《ガンヨハ・マッソ》の宙航士。第361巻。
ケルトラトン
次期ガンヨ候補。法律学者。幽閉されたオヴァロンを救出した。第361巻。
ジェルタイメ
女性科学者。ウェサケノスたちの宇宙船にオヴァロンの封印を施すために《ガンヨハ・マッソ》に乗って出向いた使節団の一員。ウェサケノス代表の注意を催眠暗示装置に向けるため、裸体を披露した。第361巻。
ジャンヴァルション
《ガンヨハ・マッソ》の宙航士。第361巻。
シンマドン
科学者。ウェサケノスたちの宇宙船にオヴァロンの封印を施すために《ガンヨハ・マッソ》に乗って出向いた使節団の一員。第361巻。
スコルヴァモン
ガンヨ。老人で、進行性筋萎縮症を患っているため、神経インパルスで動く人工骨格がないと動けない。オヴァロンを幽閉していた。第361巻。
テルカモン
科学者。ウェサケノスたちの宇宙船にオヴァロンの封印を施すために《ガンヨハ・マッソ》に乗って出向いた使節団の一員。第361巻。
ハテルモン
《ガンヨハ・マッソ》船長。幽閉されたオヴァロンを救出した。第361巻。

トシュトン人
タルジジョン
次期ガンヨ候補。スコルヴァモンのあとを継いでガンヨとなった。ずんぐりとした筋肉質の体格。髭を短く三つ編みにしている。第361巻。

### ケロスカー
ガンデライドン
闇のスペシャリストたちと協力し、アルトラクルフトを作った時代のケロスカー。第364巻。
グレスコル
ドブラクの助手。第359巻。
ドブラク
計算者。ケロスカーの七次元数学とセタンマルクトを完璧にあやつれる唯一の人物。長距離世代宇宙船《ソル》に乗船し、テラナーと共に行動した。第359巻。

### スプリンガー
ドルバンタンク
ギャラクティカー会議に出席したスプリンガー使節団長。第363巻。

### 超重族
アイナク
マイルパンサーの腹心。銀河諸種族の秘密会議に潜入する作戦を任された。脱出しようとしたが包囲網を突破できず、死亡した。第362巻。
マイルパンサー
レティクロンに代わって第一ヘトランに就任した超重族。

### ツグマーコン人
アドロコ・ウォスグ
改変された歴史の中で、歴史を伝える最初のツグマーコン人とされている男。第364巻。
アラウティメン
公会議の独裁者の一人。大柄。第364巻。
アルラド
法廷で科学アドヴァイザーをつとめた。第364巻。
エイウク
闇のスペシャリスト。医療担当で数学者、宇宙物理学者でもある。第364巻。
エルヤ
闇のスペシャリスト。第364巻。
オッポル・アブリョク
盲目の男。法廷の裁判官をつとめた。第364巻。
オルウ
闇のスペシャリストたちのリーダー的立場。テラナーたちに助けられ深層睡眠状態から脱し、テラナーにツグマーコン人と公会議の歴史を語った。第363巻。
ガルコン・エルヨグ
闇のスペシャリストたちの父。正式な名はオルウエイウク・ペウウォッグ・スケイヤエルヤ・ヤイスカプィ・ガルコン・エルヨグ。いわゆる次元トンネルの存在を予言し、ブラックホールに飲み込まれる母星グロジョッコに残った。第364巻。
クウォッグ
闇のスペシャリスト。兵器専門家で、《エルヨグ》の火器管制将校をつとめた。独裁者たちの仲間入りをしグライコ人を公会議に取り込み、その後マスティベック銀河の第一ヘトランとなった。第364巻。
スケイヤ
闇のスペシャリスト。第364巻。
トレルウ
闇のスペシャリスト。操縦専門家で《エルヨグ》航法担当。第364巻。
バスソク
不正が発覚し解任されたもと宇宙船の船長。闇のスペシャリストたちが権力を持っている状況に不満を感じ、彼らを深層睡眠状態にして最高管理官となった。公会議構想の発案者。第364巻。
プィ
闇のスペシャリスト。オルウと仲がいい。第364巻。
ペイ
闇のスペシャリスト。第364巻。
ペウォオ
闇のスペシャリスト。第364巻。
ペストノル
最高管理官代行。ラール人を支配下に置く際、交渉にあたった。第364巻。
ホイシィ
闇のスペシャリスト。第364巻。
ムヘイラクツ
公会議の独裁者の一人。第364巻。
ヤイスカ
闇のスペシャリスト。第364巻。
ラティ
改変された歴史のなかで“光のエキスパート”と呼ばれる科学者。第364巻。
ワンズ
闇のスペシャリスト。第364巻。

### テラナー
アイダ
ミッドウェイ・ステーションを調査中に未知放射により狂気に陥った女性。第361巻。
アフォン・チャクメア教授
ウルトラ戦艦《パラケルスス》の異生物学者。身長1.8メートル、痩身、ブロンドの髪。第361巻。
アンブラス・コトジン
ウルトラ戦艦《パラケルスス》の技師。狂信的ヴラト信奉者で、心療病棟送りになった。第361巻。
ヴェナルグ・トルム
エプサル人。ギャラクティカー会議に出席したエプサル人使節団長。第363巻。
ヴォーン
エクスプローラー船《スピニング・ホイール》大尉。ジュリアン・ティフラーたちが捕らえられたあと、ムサイたちと交渉しに行った。第362巻。
エルカネ
アトランの秘書をつとめる若い女。アトランと親密な関係にある。第363巻。
エルマ・ヘルミテ博士
女性宇宙生物学者。エクスプローラー船《スピニング・ホイール》乗員。痩身短髪の若い美女。惑星ワンダーファルグに上陸し、ムサイに捕らえられたが、ジュリアン・ティフラーと脱出に成功し、ムサイと戦った。ティフラーと親密な関係になった。第362巻。
ゲネ
エクスプローラー船《スピニング・ホイール》少尉。惑星ワンダーファルグに上陸し、ムサイに殺された。第362巻。
ゲラルド・ロシグノル
新アインシュタイン帝国の宇宙心理学者。40歳前後の、背の高いグレイの目の男。第362巻。
ゲルノト博士
エクスプローラー船《スピニング・ホイール》乗員。サイバネティカー。気性が激しい。惑星ワンダーファルグに上陸し、ムサイに殺された。第362巻。
コパー
ウルトラ戦艦《ブルーリッジ・マウンテン》搭載スペース＝ジェットのパイロット。第363巻。
ジニー
ウルトラ戦艦《ブルーリッジ・マウンテン》内のバーのバーテンダー。名前だけ登場。第363巻。
シャムホルト博士
ウルトラ戦艦《パラケルスス》の科学者。第361巻。
ジョスカン・ヘルムート
スヴェン・ストロームバーグ博士
植民専門家。エクスプローラー船《スピニング・ホイール》乗員。惑星ワンダーファルグに上陸し、ムサイに捕らえられた。第362巻。
スクエル・マントジャン
ソラナーの若者。コルヴェット《SZ=1=11》の出撃準備を見物に来た。第363巻。
スミテルン
異民族学の権威。エクスプローラー船《スピニング・ホイール》乗員。惑星ワンダーファルグに上陸し、ムサイに捕らえられた。第362巻。
セルガノフ
エクスプローラー船《スピニング・ホイール》船長。第362巻。
セレム・バリスト教授
ウルトラ戦艦《パラケルスス》の宇宙人類学者。マークスが専門。身長1.7メートル、銀髪。几帳面で愛想がない。第361巻。
タスマーン
ウルトラ戦艦《ブルーリッジ・マウンテン》搭載スペース＝ジェットの通信士。第363巻。
トゥーバー
ルックアウト・ステーションを調査中に未知放射により狂気に陥った技師。第361巻。
ドニド・ヴァスカン
ウルトラ戦艦《ブルーリッジ・マウンテン》警備コマンドの一員。ヴラトの観察者に遭遇した。第363巻。
ハッティングス博士
エクスプローラー船《スピニング・ホイール》乗員。惑星ワンダーファルグに上陸し、ムサイに捕らえられた。第362巻。
ハンク
ルックアウト・ステーションを調査中に未知放射により狂気に陥った技師。第361巻。
フアン博士
宇宙心理学者。エクスプローラー船《スピニング・ホイール》乗員。惑星ワンダーファルグに上陸し、ムサイに捕らえられた。第362巻。
フラッシュナー
ルックアウト・ステーションを調査中に未知放射により狂気に陥った技師。第361巻。
フランコ
偽装アコン船《スルウイン》航法士。階級は少佐。身長180センチほど、がっしりとした体格。第362巻。
ペルケッダー
ウルトラ戦艦《パラケルスス》の科学者。第361巻。
マキシントン
グジャウトーム基地司令。階級は大佐。第362巻。
マッコ・ローマ
ウルトラ戦艦《パラケルスス》艦長でエモシオ航法士。テラのローマ生まれの130歳。たくましい小男で、しわだらけの顔。第361巻。
ミュラー
エクスプローラー船《スピニング・ホイール》少尉。ジュリアン・ティフラーたちが捕らえられたあと、ムサイたちと交渉しに行った。第362巻。
メルコム
ウルトラ戦艦《パラケルスス》乗員。スペース＝ジェットのパイロット。第361巻。
モルカス・ハザード
シガ星人。ギャラクティカー会議に出席したシガ使節団長。身長150ミリメートル。第363巻。
モンティ・フレイゴーン
ソラナーの若者。コルヴェット《SZ=1=11》の出撃準備を見物に来た。第363巻。
リシュボー
バラッサ派遣団の監視役。階級は伍長。太って見栄えのしない小男。タコ・カクタの意識を宿していた。第362巻。

### ハルト人
ジョタン・メンク
ギャラクティカー会議に出席したハルト人代表。興奮しすぎて、会議中に衝動洗濯の発作を起こした。第363巻。
ルラトン・ペルラト
ギャラクティカー会議に出席したハルト人代表。第363巻。

### マークス
グレク1
アンドロ・ベータの最高責任者。新世代マークス。第361巻。
グレク1
ギャラクティカー会議に出席したマークス使節団長。第363巻。
グレク2
アンドロ・ベータのマークス代表団の一人。新世代マークス。第361巻。
グレク3
アンドロ・ベータのマークス代表団の一人。新世代マークス。第361巻。
グレク7
アンドロ・ベータのマークス代表団の一人。新世代マークス。第361巻。
グレク24
惑星グラータンの第24位外交官。不治の病に冒されていたため、脳をレトルト培養されたマルティ・サイボーグの肉体に移植された。ロナルド・テケナーとともにウルトラ戦艦《パラケルスス》に乗り込み、マークスとのコンタクトをとる任務に同行した。第361巻。

### ミュータント
ウルトゥプフ・エムラディン

クジッデル・エムラディン

### ムサイ
オキシジェン
惑星ワンダーファルグに植民したムサイの一人。ヘリウム・グループ所属。第362巻。
キセノン
惑星ワンダーファルグに植民したムサイの一人。ニュートロン・グループ所属。逃亡したジュリアン・ティフラーとエルマ・ヘルミテを追ったが、途中で沼トカゲに食われて死亡した。第362巻。
ニュートロン
惑星ワンダーファルグに植民したムサイの一人。より自然に溶け込んだ生活をすべきだと考えるムサイのグループのリーダー格。第362巻。
ハイドロジェン
惑星ワンダーファルグに植民したムサイの一人。第362巻。
プラムボン
惑星ワンダーファルグに植民したムサイの一人。第362巻。
ヘリウム
惑星ワンダーファルグに植民したムサイの一人。ムサイ生存のため、最低限の機械の利用はするべきだと考えるムサイのグループのリーダー格。2グループに分裂する前は、植民者全員のリーダーだった。第362巻。
メソン
惑星ワンダーファルグに植民したムサイの一人。ヘリウムの代行。逃亡したジュリアン・ティフラーとエルマ・ヘルミテを追ったが、途中でかれらに助けられ考えを変えた。第362巻。

### ラール人
イパンクイ＝トール
アコンに派遣されている監視役。ジャジャンヌ・アル＝リに惚れている。第362巻。
フェルゴル＝トラアク
バラインダガル銀河へ、計算者ドブラクを保護しに行った。ドブラクは見つからず、代わりにグレスコルをドブラクと詐称させて宇宙船に乗せた。第359巻。

### ロボット
ジュディス
“走れ走れ”（Marschiere-Viel）を模したロボット。MVロボットと略される。第360巻。
ジュリエット

セネカ

ブレスラウアー
レジナルド・ブルの所有するロボット。完全ポジトロン制御で細胞プラズマをもっていないため、アフィリー化しなかった。ブルのアフィリー化の原因を細胞活性装置の不調と見抜き、正常に戻す機会をうかがっていた。
ロミオ